# Bad Oeynhausen

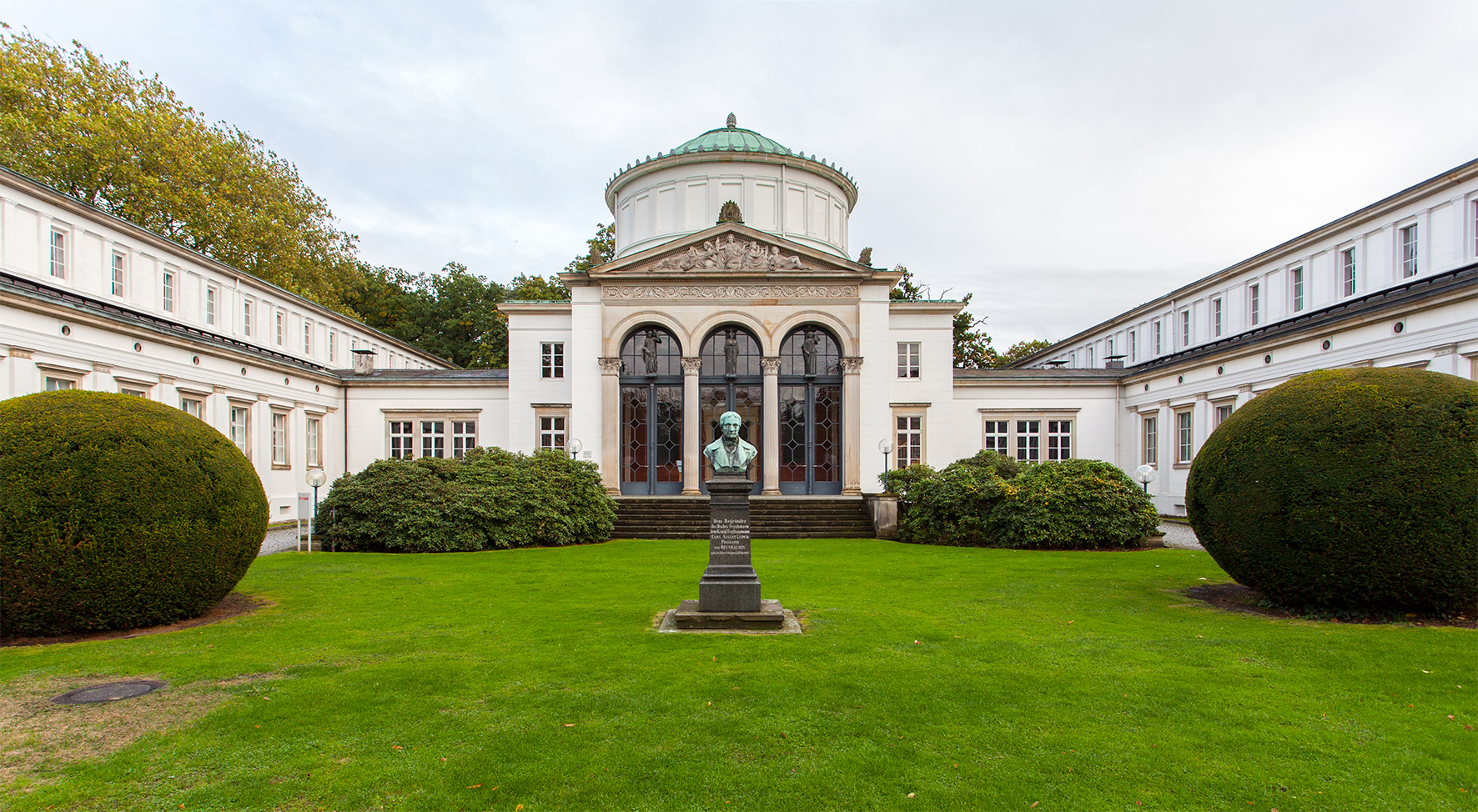
Badehaus I von 1857 mit Denkmal Karl von Oeynhausens

Bad Oeynhausen [baːtˈʔøːnhaʊzn] ⓘ ist eine Stadt im Kreis Minden-Lübbecke im Nordosten von Nordrhein-Westfalen (Ostwestfalen-Lippe). Die Stadt wurde im 19. Jahrhundert als Kurbad gegründet, nachdem auf ihrem Gebiet eine Thermalquelle erbohrt worden war. In der Folgezeit entwickelte sie sich zu einem Kurort von überregionaler Bedeutung mit einem ursprünglich von Peter Joseph Lenné gartenarchitektonisch gestalteten Kurpark. Heute ist sie Standort zahlreicher Spezialkliniken, insbesondere des Herz- und Diabeteszentrums Nordrhein-Westfalen. Aus der Aktivität der in Ostwestfalen verbreiteten evangelischen Erweckungsbewegung ging die diakonische Einrichtung Wittekindshof im Ortsteil Volmerdingsen hervor.
Nach dem Zweiten Weltkrieg war die Stadt kurzzeitig Sitz der britischen Militärregierung, bevor diese nach der Potsdamer Konferenz nach Berlin umzog. Das Hauptquartier der britischen Rheinarmee blieb aber noch bis 1954 in Bad Oeynhausen.
Bad Oeynhausen ist mit knapp 50.000 Einwohnern die zweitgrößte Stadt im Kreis. Sie liegt zwischen dem Wiehengebirge im Norden und dem Lipper Bergland im Süden im Tal der Werre, die im Stadtteil Rehme in die Weser mündet. Ihre heutige Ausdehnung erhielt die Stadt 1973 durch den Zusammenschluss der früheren Stadt Bad Oeynhausen mit umliegenden Gemeinden des ehemaligen Amtes Rehme durch das Bielefeld-Gesetz.

## Geografie

### Geografische Lage
Bad Oeynhausen liegt als südlichste Gemeinde des Kreises Minden-Lübbecke auf der Südseite des Wiehengebirges im Ravensberger Hügelland. Nur der Ortsteil Bergkirchen greift im Bereich der Passstraße nach Hille etwas auf die Nordseite des Wiehengebirges über.
Prägend für die Lage der Stadt ist der Verlauf der Werre, die die Stadt von West nach Ost durchquert und im Stadtteil Rehme in die Weser mündet. Die Weser bildet die östliche Stadtgrenze. Im Werretal verlaufen die Hauptverkehrslinien wie die Köln-Mindener Eisenbahn und die Autobahn 30, die das Stadtgebiet entlang des Flusses durchziehen. Das Stadtzentrum sowie die Stadtteile Lohe, Oberbecksen und Rehme liegen südlich der Werre, die anderen Stadtteile nördlich davon. Beiderseits der Flussniederung steigt allmählich das Hügelland an. Im Norden erstreckt sich die Stadt bis zum Kamm des Wiehengebirges, das die Stadt vom Kerngebiet des Kreises trennt. Im Süden steigt die Stadt aus den Werreniederungen ins Lipper Bergland empor.
Der tiefste Punkt des Stadtgebiets liegt mit 45 m ü. NHN an der Weser, der höchste mit 267 m ü. NHN ist der Gipfel des Uphauser Berges auf dem Wiehengebirgskamm. Die Fläche des Stadtgebiets beträgt 64,83 km² mit einer größten Ausdehnung von 12,5 km in Nord-Süd-Richtung und 10,3 km in Ost-West-Richtung.

#### Naturräumliche Gliederung und Naturschutz

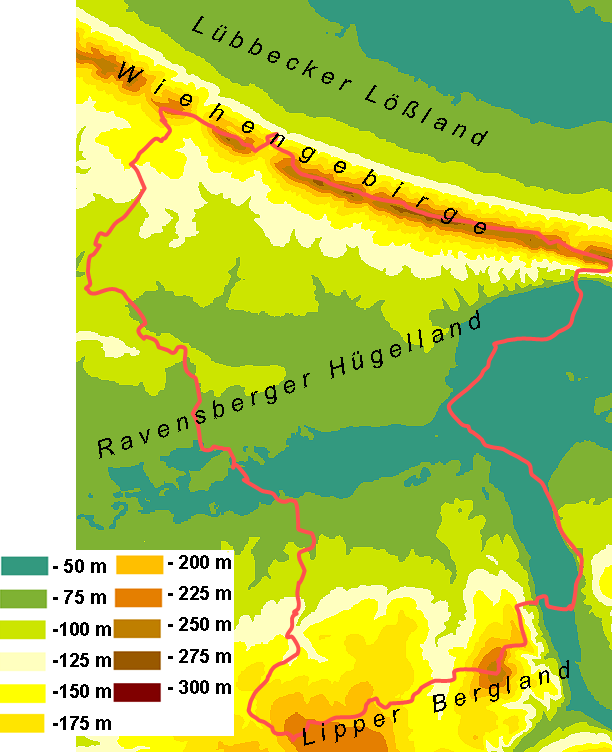
Das Stadtgebiet reicht vom Wiehengebirge im Norden bis an Ausläufer des Lipper Berglandes im Süden

Bad Oeynhausen liegt im Unteren Weserbergland im nordwestlichen Teil des Niedersächsischen Berglands als Teil der deutschen Mittelgebirgsschwelle. Im System der naturräumlichen Gliederung Deutschlands gehört es größtenteils zum Ravensberger Hügelland (System-Kennziffer 531) und mit einem geringen Teil zum Östlichen Wiehengebirge (532); dieser Teil des bewaldeten Schichtkamms des jurazeitlichen Wiehengebirges wird als „Bergkirchener Eggen“ (532.3) bezeichnet.
Das südlich angrenzende Ravensberger Hügelland besteht aus dem nördlichen Quernheimer Hügelland (531.01) und dem südlich der Werre gelegenen Oeynhausener Hügelland (531.21). Beide sind flachwellige Hügelländer, die von Bächen teilweise stark zertalt sind; typisch sind die als Sieke bezeichneten Kastentälchen. Der größte Teil der Stadtfläche wird von Gestein des Unteren Jura (Lias) gebildet, das teils von Geschiebelehm, teils von Löss bedeckt ist; der südliche Teil des Hügellands liegt auf Gestein des Oberen Muschelkalks (Keuper).
Das Hügelland wird von der west-östlich verlaufenden Werre-Niederung (531.11) mit Auelehm-Böden geteilt. Der tiefstliegende, direkt an der unteren Werre gelegene Streifen ist hochwassergefährdet und teilweise eingedeicht, die Deichpflege übernimmt der Werre-Wasserverband.
Im äußersten Osten hat das Stadtgebiet am westlichen Weserufer Anteil an den Auelehmgebieten der Rehmer Talweitung (366.00).
Die Oberflächengestalt wurde im quartären Eiszeitalter stark von glazialen Formungsprozessen geprägt. Während der Saale-Kaltzeit befand sich der Raum im Bereich der von Skandinavien herkommenden nordischen Tieflandgletscher; zahlreiche dekorativ aufgestellte Findlinge im Stadtgebiet legen davon Zeugnis ab. Im periglazialen Klima der Weichsel-Kaltzeit wurde das Relief umgeformt, es entstanden die Sieke, und eine Lössdecke von lokal unterschiedlicher Mächtigkeit wurde angeweht. Die Werre akkumulierte die vorwiegend aus Sand und Kies bestehende Niederterrasse, in die sie sich postglazial einschnitt und nach späterer Anfüllung mit Auelehm eine hochwassergefährdete Flussaue bildete.
Im Stadtgebiet liegen sechs kleinere Naturschutzgebiete, hauptsächlich längs der Sieke, sowie die vier Landschaftsschutzgebiete Wiehengebirge und Vorland, Wulferdingsener Bachniederung, Werreniederung und Oeynhausener Hügelland. Ein Landschaftsplan trat am 29. Dezember 1995 in Kraft. Sowohl das engere Kurgebiet als auch ein großer Teil der weiteren Fläche von Bad Oeynhausen ist als Heilquellenschutzgebiet ausgewiesen.
Im Stadtgebiet von Bad Oeynhausen sind rund 30 Naturdenkmale ausgewiesen, von der Krausen Buche in Eidinghausen bis hin zu Hainbuchen im Kurpark von Bad Oeynhausen. Außerdem gibt es 10 geschützte Landschaftsbestandteile, darunter sind Bachtäler, Baumgruppen und ein ehemaliger Steinbruch.

#### Nutzung natürlicher Ressourcen

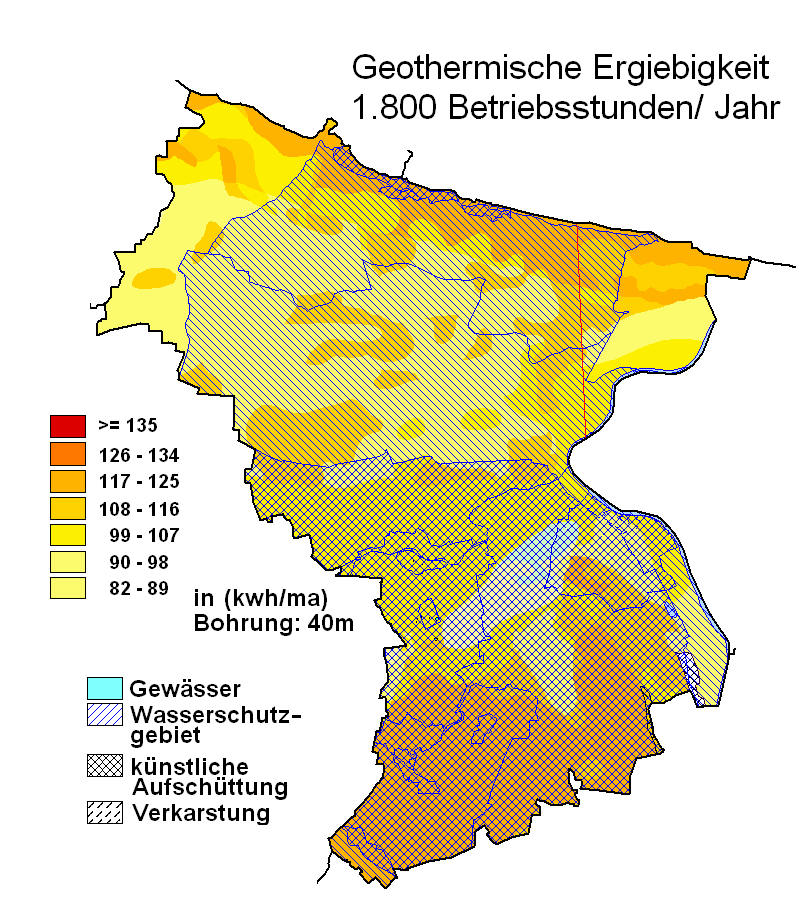
Eignung zur geothermischen Energienutzung [Daten in kWh/(m·a)

Die Heilquellen sind an das tektonische Störungssystem des Piesberg-Pyrmonter Sattels gebunden. Die Bohrungen reichen oberflächennah ins untere Jura, in tieferen Bereichen in Schichten des mittleren Keupers und des mittleren Muschelkalks und die tiefsten Bohrungen bis in den mittleren Buntsandstein. Es wird angenommen, dass die Wasserkörper mit dem darunter liegenden Zechstein in Verbindung stehen.
Der geplante Abbau eiszeitlicher Kiesvorkommen in der Weseraue im Stadtteil Rehme ist umstritten. Die Stadt Bad Oeynhausen und einige Anwohner haben Klage gegen die Abbaugenehmigung erhoben; die Naturschutzverbände BUND und NABU erwarten für die Zeit nach der wirtschaftlichen Nutzung die Entstehung einer ökologisch wertvollen Auenlandschaft.
Die Eignung des Stadtgebiets für die oberflächennahe geothermische Energienutzung ist in nebenstehender Karte dargestellt. In Bad Oeynhausen besteht ein Potenzial zur effizienten Nutzung der Erdwärme, ihre Nutzung ist aber dadurch eingeschränkt, dass ein großer Teil des Stadtgebiets als Wasserschutzgebiet ausgewiesen ist.
Die Windenergie wird nur in zwei 80-kW-Anlagen genutzt. Aufgrund der großen Siedlungsdichte ist nur eine kleinere Windvorrangfläche im Ortsteil Wulferdingsen ausgewiesen, von dieser Möglichkeit wird aber bislang kein Gebrauch gemacht.

#### Siedlungsraum und zentralörtliche Hierarchie
Bad Oeynhausen ist Teil einer Agglomeration in der nördlichen Region von Ostwestfalen-Lippe, das sich als Band von Gütersloh über Bielefeld und Herford bis Minden ausdehnt und durch die Bahnstrecke Hamm–Minden, die Bundesstraße 61 sowie die Autobahnen 2 und 30 verkehrstechnisch erschlossen wird. Das Stadtzentrum ist mit dem Löhner Stadtteil Gohfeld zusammengewachsen. Die nächstgelegenen Oberzentren sind das etwa 39 Kilometer südwestlich liegende Bielefeld, das etwa 50 Kilometer westlich liegende Osnabrück und die etwa 80 Kilometer östlich liegende Landeshauptstadt Hannover.
Die angrenzenden Nachbargemeinden sind im Osten die Stadt Porta Westfalica, im Norden mit der Grenze auf dem Wiehengebirgskamm die Stadt Minden und die Gemeinde Hille sowie im Nordwesten die Gemeinde Hüllhorst. Im Westen und Süden schließen sich die Städte Löhne und Vlotho des Kreises Herford an.
Die Landesplanung stuft Bad Oeynhausen wie seine vier Nachbarstädte als Mittelzentren ein; nur die Gemeinden Hille und Hüllhorst gelten als Grundzentren. Da diese funktional eher nach Minden beziehungsweise Lübbecke hin ausgerichtet sind, fehlt dem Mittelzentrum Bad Oeynhausen ein eindeutig zuzuordnendes Umland.

### Stadtgliederung
Die Stadt Bad Oeynhausen besteht gemäß ihrer Hauptsatzung aus acht Stadtteilen, die als ehemalig selbstständige Gemeinden nach § 17 des Bielefeld-Gesetzes am 1. Januar 1973 zur neuen Stadt Bad Oeynhausen zusammengeschlossen wurden.
Laut § 1 Absatz 2 der Hauptsatzung trägt der Stadtteil, der das Gebiet der bisherigen Stadt Bad Oeynhausen (bis 1972) umfasst, ebenfalls den Namen „Bad Oeynhausen“. Für diesen Stadtteil ist auch die Bezeichnung „Bad Oeynhausen (alt)“ gebräuchlich; in diesem Artikel wird er als „Bad Oeynhausen (Stadtzentrum)“ bezeichnet.
Auch Gebietsteile der ehemaligen Gemeinden Rothenuffeln (4 ha) und Gohfeld (62 ha) kamen hinzu. Die Ortsteile Bad Oexen (Eidinghausen), Bergkirchen (Wulferdingsen) und Oberbecksen (Rehme) gehören zu den genannten Stadtteilen.
| Stadtteil     | Fläche (km²) | Einwohner |  |
| Stadtzentrum  | 7,81         | 16.387    |  |
| Dehme         | 6,53         | 3.183     |  |
| Eidinghausen  | 8,02         | 7.816     |  |
| Lohe          | 6,59         | 3.447     |  |
| Rehme         | 9,59         | 7.933     |  |
| Volmerdingsen | 11,78        | 3.652     |  |
| Werste        | 6,28         | 6.759     |  |
| Wulferdingsen | 8,19         | 3.319     |  |

Datenerhebung der Stadt Bad Oeynhausen, Einwohnerzahl inkl. Nebenwohnsitze: Stand 31. Dezember 2018

### Flächennutzung
Als potenzielle natürliche Vegetation, die sich ohne weitere menschliche Eingriffe in die Landschaft einstellen würde, wurde für das Ravensberger Hügelland ein artenarmer Buchenmischwald, für das Wiehengebirge und die südlichen hochgelegenen Gebiete des Oeynhausener Hügellandes ein Hainsimsen-Buchenwald ermittelt. Die natürliche Vegetation wurde durch den wirtschaftenden Menschen und dessen Kulturlandschaft stark verändert, die Waldflächen wurden größtenteils beseitigt.
Die fruchtbaren Böden werden intensiv landwirtschaftlich genutzt, so dass insgesamt nur eine geringe Waldfläche besteht.
Die administrativ geregelte Flächennutzung ist in einem Flächennutzungsplan festgelegt.

Klimadiagramm Bad Oeynhausen

| Gebietseinheit                  | Siedlungs- und Verkehrsfläche | Landwirt- schaftsfläche | Wald- fläche | sonstige Freiflächen |
| ------------------------------- | ----------------------------- | ----------------------- | ------------ | -------------------- |
| Stadt Bad Oeynhausen (2015)     | 39,5 %                        | 50,2 %                  | 8,4 %        | 1,9 %                |
| Kreis Minden-Lübbecke (2015)    | 20,0 %                        | 64,0 %                  | 11,9 %       | 4,1 %                |
| Regierungsbezirk Detmold (2015) | 18,8 %                        | 56,2 %                  | 22,7 %       | 2,3 %                |
| Land Nordrhein-Westfalen (2015) | 22,9 %                        | 48,1 %                  | 26,0 %       | 3,0 %                |

### Klima
Bad Oeynhausen liegt wie ganz Ostwestfalen-Lippe gemäß der Klimaklassifikation nach Köppen/Geiger in der „Zone der warmgemäßigten Regenklimate“ (Klimatyp Cfb) mit ganzjährigen Niederschlägen und einer Monatsdurchschnittstemperatur des kältesten Monats über − 3 °C. Die monatlichen Durchschnittstemperaturen liegen durchweg unter 22 °C, wobei in mindestens 4 Monaten 10 °C überschritten sein müssen.
Nach der Klassifikation von Troll/Paffen wird das Klima (Klimatyp III,3) als „Subozeanisches Klima der kühlgemäßigten Zone“ benannt; ein typisches Kriterium hierfür ist eine jährliche Schwankung der Monatsdurchschnittstemperaturen von mindestens 16° bis höchstens 25°. Kurklimatisch wird es auch als „reizmildes Heilklima“ bezeichnet.

## Geschichte

### Bis zur Stadtgründung

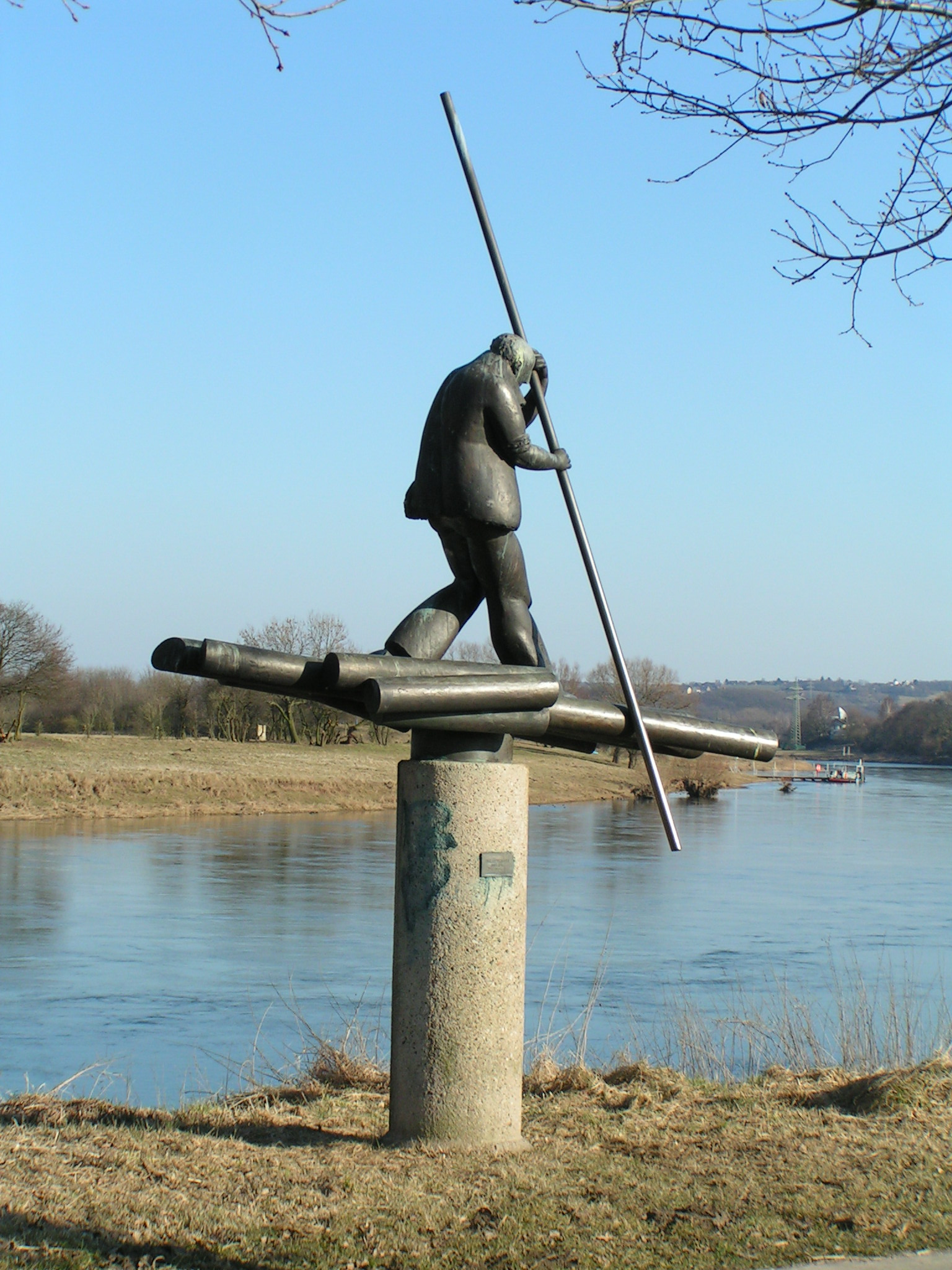
Flößer-Denkmal an der Weser

Karte des Königreich Westphalens mit Verwaltungsgrenzen (1811) zur Zeit der Werre-Weser-Grenze

Ein megalithisches Steinkammergrab in Werste ist das älteste Zeugnis menschlicher Siedlung im heutigen Stadtgebiet.
Die älteste Erwähnung eines heutigen Ortsteils belegt den Ort „Rehme“ („Rimie“) für die Jahre 753 und 785 in den fränkischen Reichsannalen, als sich die fränkischen Könige Pippin der Jüngere und sein Nachfolger Karl der Große auf Feldzügen dorthin begaben. Mittelalterliche Siedlungskerne enthalten auch die Ortsteile Werste, Eidinghausen, Volmerdingsen und Wulferdingsen.
In Bergkirchen wird am Übergang über das Wiehengebirge ein Höhen-Quellheiligtum in vorchristlicher sächsischer Zeit vermutet, an dessen Stelle im 9. Jahrhundert eine Kirche erbaut wurde, ein Vorgängerbau der heutigen Kirche.
Für die Siedlungsentwicklung wichtig war die territoriale Zuordnung des heutigen Stadtgebiets, dessen südlicher Teil zur Grafschaft Ravensberg und nördlicher Teil zum Hochstift Minden gehörte. Beide befanden sich in unbedeutenden Randlagen, so dass sich die Siedlungskerne ohne Lagevorteil und wegen fehlender landesherrlicher Förderung nicht zu zentralen Orten entwickelten. Auch von der Weser konnten die an ihr gelegenen Ortsteile keinen wirtschaftlichen Vorteil ziehen, da ein Hafen fehlte.
Erst ab 1719 gab es eine gemeinsame Verwaltung der seit 1614 brandenburgischen Grafschaft Ravensberg mit dem seit 1648 ebenfalls brandenburgischen Fürstentum Minden als Verwaltungseinheit Minden-Ravensberg.
Zur Zeit der napoleonischen Kriege gehörte das Gebiet ab 1807 zunächst zum Departement der Weser des Königreichs Westphalen, und zwar das Gebiet nördlich der Werre zum Kanton Haddenhausen des Distrikts Minden, das Gebiet südlich davon zum Kanton Vlotho des Distrikts Bielefeld. Diese Grenzfunktion der Werre verstärkte sich ab 1810 zur Staatsgrenze, nachdem der Norden des Königreichs Westphalen dem Kaiserreich Frankreich einverleibt worden war. Das Gebiet nördlich der Werre gehörte nun zum Kanton Mennighüffen des französischen Distrikts Minden im Departement der Oberen Ems, während der südliche Teil im Königreich Westphalen dem Kanton Vlotho im Distrikt Bielefeld des Departements der Fulda zugeordnet wurde.
Nach Napoleons Niederlage in der Völkerschlacht bei Leipzig gelangte das Gebiet 1813 ins preußische Generalgouvernement zwischen Weser und Rhein und wurde nach dem Wiener Kongress 1815 wieder voll dem Preußen eingegliedert. Im neugeordneten preußischen Staat gehörte ganz Ostwestfalen zum Regierungsbezirk Minden innerhalb der Provinz Westfalen. Die Orte Eidinghausen, Wulferdingsen, Volmerdingsen und Werste wurden 1816 dem neuen Kreis Minden zugeordnet. Die Orte Rehme, Niederbecksen und Dehme, die das Kirchspiel Rehme bildeten, kamen 1816 zunächst zum neuen Kreis Herford und wurden 1832 ebenfalls zum Kreis Minden geschlagen.
Nach der Entdeckung einer Salzquelle in den Sültewiesen der Werreniederung (etwa im heutigen Bereich von Mindener Straße, Heinrichstraße und Königstraße gelegen) befahl König Friedrich II. den Bau einer Saline, die den Namen „Königliche Saline Neusalzwerk“ bekam und 1753 erstmals Siedesalz produzierte. Bis 1760 wurden zwei Gradierwerke und 1768 ein zweistöckiges „Gradierhaus“ errichtet.
Das Salz wurde in der Region abgesetzt, aber auch bis nach Köln verkauft. Neben der Saline entstand eine chemische Fabrik, die Rückstände des Rohsalzes zu Produkten wie Soda, Chlorkalk und Bittersalz verarbeitete. Die zur Produktion erforderliche Kohle stammte aus dem Steinkohlenbergwerk Bölhorst bei Minden, dessen Produktion im 18. Jahrhundert zu 90 % nach Rehme-Neusalzwerk verkauft wurde.

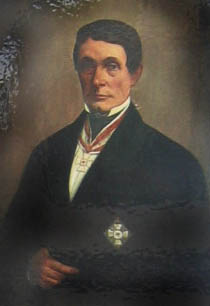
Freiherr Karl von Oeynhausen

Die um 1800 bis zur Saline führende Chaussee von Minden, die heutige Mindener Straße, wurde 1801–1803 weiter nach Westen geführt und trägt heute den Namen Herforder Straße. Später bildete sie die nördliche Grenze des engeren Kurgebiets.
Im Jahre 1752 erließ die Regierung ein „Neues Salzreglement für die Minden-, Ravensberg-, Lingen- und Tecklenburgischen Provintzien“, das unter anderem das Verbot der Salzeinfuhr aus dem Ausland und die Zwangsabnahme von Salz für Privatpersonen („Konskriptionen“) regelte. Das staatliche Salzmonopol bestand bis 1867. Die Rehmer Saline produzierte bis 1928.
Nach verschiedenen weiteren Bohrungen zur Erschließung von Salzvorkommen, die den preußischen Staat von Salzimporten unabhängig machen sollten, stieß der Berghauptmann Karl von Oeynhausen 1839 unerwartet auf eine Thermalsolequelle. Schon während der Erschließung der Quelle nutzten zwischen 1839 und 1845 mehrere private, von ansässigen Landwirten betriebene Bäder das Heilwasser. Nach Abschluss der Bohrung wurden die Privatbäder verstaatlicht und am 30. Juni 1845 offiziell konzessioniert. König Friedrich Wilhelm IV. setzte sich persönlich stark für den entstehenden Kurort ein; zwischen 1817 und 1857 besuchte er mindestens siebenmal den Ort. Dass der architekturbegeisterte Monarch auch an der Planung des ersten Badehauses beteiligt war, wird als wahrscheinlich angenommen, ist jedoch nicht eindeutig belegt.

### Das Kurbad als Stadt

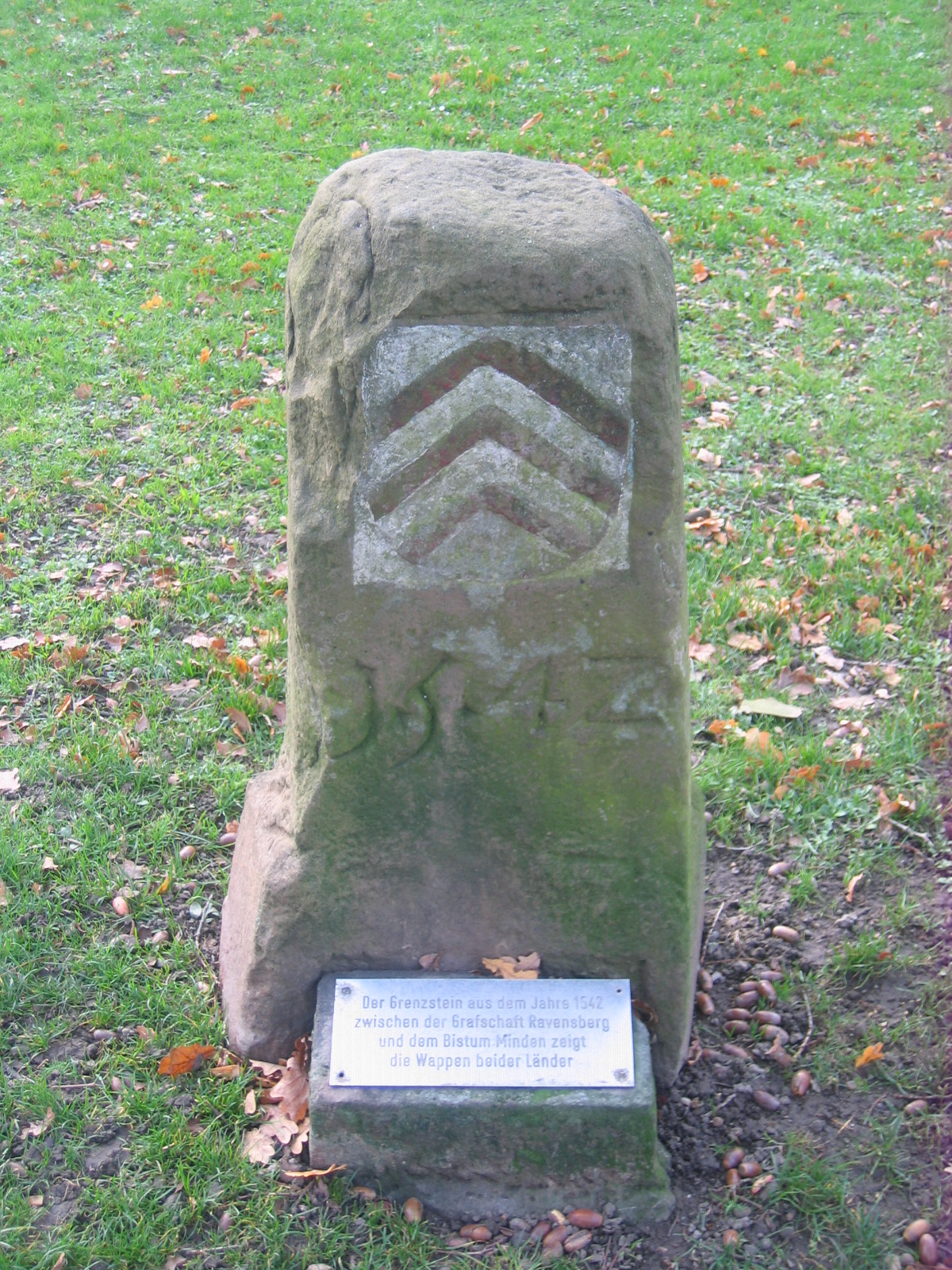
Ein Grenzstein von 1542 im heutigen Kurpark markiert die bis 1860 dort verlaufende Gemeinde- und Kreisgrenze

Der Kurort wurde zunächst als „Solbad bei Neusalzwerk“, „Solbad bei Rehme“ und „Bad Rehme“ bezeichnet; im Jahre 1848 verlieh ihm Friedrich Wilhelm IV. den Namen „Königliches Bad Oeynhausen“. Daneben waren eine Zeit lang noch die Namen „Rehme (Bad Oeynhausen)“, „Bad Oeynhausen bei Rehme“ und „Bad Oeynhausen (Rehme)“ gebräuchlich.
Prinzregent Wilhelm ordnete die Gründung des Bades als Stadt zum 1. Januar 1860 an. Das 266,6 ha große Stadtgebiet mit 1273 Einwohnern wurde aus Teilen der Gemeinden Rehme, Werste und Gohfeld gebildet. Die neue Stadt Oeynhausen wurde nach dem Entdecker der Thermalsolequelle benannt und ist eine der wenigen deutschen Städte, deren Name auf eine Person Bezug nimmt, die kein landesherrlicher Souverän war.
Die junge Stadt wurde zunächst nach der preußischen Landgemeindeordnung verwaltet und erhielt erst 1885 das volle Stadtrecht, gleichzeitig schied sie aus dem Amt Rehme aus. Den als ungünstig empfundenen Umstand, dass der westliche Teil des Kurbezirks auf dem Gebiet der Gemeinde Gohfeld im Kreis Herford lag, hatte die Regierung bei der Stadtbildung durch eine Gebietserweiterung zugunsten Oeynhausens, bei der auch die Grenze zwischen den Kreisen Minden und Herford nach Westen verschoben wurde, korrigiert.
| Jahr | Kurgäste |
| 1846 | 777      |
| 1849 | 1.781    |
| 1860 | 1.797    |
| 1870 | 2.389    |
| 1880 | 3.557    |
| 1908 | 15.369   |
| 1913 | 18.145   |
| 1919 | 26.131   |
| 1922 | 19.949   |
| 1923 | 14.036   |
| 1937 | 16.280   |
| 1940 | > 20.000 |

Der Anschluss an das Eisenbahnnetz mit zwei Bahnhöfen durch die Cöln-Mindener Eisenbahn im Jahre 1847 und der Weserbahn im Jahre 1875, die den Kurpark unmittelbar tangieren, trug wesentlich zum Aufschwung des Kurorts bei.
Südlich der Cöln-Mindener Eisenbahn, in der Nähe des Bahnhofs, entstand der Kurpark nach Plänen des Gartenarchitekten Peter Joseph Lenné. Um den Kurpark entwickelte sich der neue Ort; bis zum Ersten Weltkrieg entstanden Wohnhäuser des gehobenen Bürgertums und zahlreiche Pensionen. Größere repräsentative Bauten in der Innenstadt waren die Kur- und Badehotels Hohenzollernhof (1900) und Königshof (1914/1917).
1911 erhielt die Stadt Oeynhausen den amtlichen Namen Bad Oeynhausen.
Bad Oeynhausen stand in Konkurrenz zu anderen, früher gegründeten und kurinfrastrukturell weiterentwickelten Badeorten; auch die preußischen Landesherren nach Friedrich Wilhelm IV. bevorzugten andere Kurorte. Bad Oeynhausen wurde zu einem Bad der bürgerlichen Mittelschicht und des niederen Adels. Schon in den ersten Jahrzehnten des Kurbetriebs gingen die Meinungen in Bad Oeynhausen stark darüber auseinander, ob man sich zu einem mondänen Luxusbad entwickeln solle oder ob man den Bedürfnissen weniger einkommenstarker, dafür aber „wirklich kranker“ Gäste entgegenkommen solle. Ab dem Ende des 19. Jahrhunderts kamen in zunehmendem Maße auch sozialversicherte Kurgäste nach Bad Oeynhausen. Die Johanniter-Ordenshäuser wurden 1878 in Bad Oeynhausen als „Asyl für bedürftige Badegäste“ gegründet.
Die Zahl der Kurgäste wuchs bis zum Ersten Weltkrieg stark an, wurde nach Kriegsbeginn rückläufig, konnte aber in der Folgezeit durch den Aufenthalt genesungsbedürftiger Soldaten überkompensiert werden. Ein ähnlicher Verlauf zeigte sich auch während des Zweiten Weltkriegs. Nach dem Ersten Weltkrieg fiel die Gesamtzahl der Kurgäste unter das Vorkriegsniveau; die Zahl der ausländischen Kurgäste (vor allem aus den Niederlanden und aus Nordeuropa, vor dem Ersten Weltkrieg auch aus Russland) konnte das Vorkriegsniveau nie wieder erreichen. Die Bedeutung der Sozialversicherungskuren wuchs weiter an; 1925 eröffnete die Landesversicherungsanstalt (LVA) in Bad Oeynhausen ihre erste Heilanstalt. Zwischen 1924 und 1929 verfügte Bad Oeynhausen als einziges deutsches Bad über einen Flugplatz mit Flugbetrieb.
Als Ursachen für den Kurgastrückgang wurden damals die Entwicklung zum Luxusbad, die Vernachlässigung der sozialversicherten Kurgäste und die Konkurrenz des nahen lippischen Bad Salzuflen angesehen, das eine neue Heilquelle erbohrt hatte und kräftige Werbung betrieb. Während Bad Oeynhausen im Jahre 1938 mit ca. 15.000 die gleiche Zahl von Kurgästen hatte wie 1907, wuchs in diesem Zeitraum die Kurgastzahl in Bad Salzuflen von 7.000 auf 30.000 stark an. Die Barrierefreiheit der Kureinrichtungen spielte im Staatsbad für die zahlreichen Rollstuhlfahrer eine große Rolle. Im Jahre 1925 wurde für Bad Oeynhausen der Slogan „Stadt ohne Stufen“ geprägt; damit verbunden wurde Bad Oeynhausen immer mehr zu einem Ort für die Behandlung Schwerkranker, während sich Bad Salzuflen auf die Erholungsbedürftigen konzentrierte. 1932 wurde in Bad Oeynhausen unter der Leitung von Klotilde Gollwitzer-Meier ein Balneologisches Institut gegründet, das in Verbindung mit der Universität Hamburg stand.
Der Kurbetrieb und die staatliche Saline wurden 1924 unter dem Namen „Bad und Salzamt Bad Oeynhausen“ in die „Preußische Bergwerks- und Hütten-Aktiengesellschaft“ (Preussag) eingegliedert, seit 1930 als „Bad Oeynhausen GmbH“. Wegen Unwirtschaftlichkeit wurden 1928 die Salzgewinnung eingestellt und die beiden Gradierwerke bis 1940 abgerissen.
| Parteien | 1919   | 1932   |
| DVP      | 30,1 % | 6,3 %  |
| DDP      | 24,1 % | 0,8 %  |
| DNVP     | 21,5 % | 24,9 % |
| SPD      | 18,3 % | 17,5 % |
| Zentrum  | 6,0 %  | 4,6 %  |
| NSDAP    | –      | 38,2 % |

Nach der Novemberrevolution 1918, der Einführung des allgemeinen Wahlrechts, des Frauenwahlrechts und der Neuformierung des Parteiengefüges im Deutschen Reich wurde auch die politische Orientierung der Bad Oeynhausener Bevölkerung deutlich. Bei der Wahl zur Deutschen Nationalversammlung in Weimar am 19. Januar 1919 erhielten die das demokratische System bejahenden Parteien einen großen Zuspruch: die beiden liberalen Parteien DVP und DDP sowie die SPD und das katholische Zentrum; die rechte DNVP blieb abgeschlagen. Bei der letzten Reichstagswahl am 6. November 1932 vor der sogenannten Machtergreifung stimmte die überwältigende Mehrheit für die Rechtsparteien NSDAP und DNVP, während die SPD und das Zentrum ihre Positionen knapp behaupteten und die liberalen Parteien DVP und DDP bedeutungslos wurden.
Es ist auf Grund der Quellenlage unklar, ob schon im Jahre 1929 zum ersten Mal eine Frau als Ratsmitglied gewählt wurde; sicher ist für 1945 die Ernennung Hildegard Neuhäußers, Witwe des ehemaligen Bürgermeisters Fritz Neuhäußer, als nächstfolgendes weibliches Mitglied.

### Nationalsozialismus und Zweiter Weltkrieg
Im Februar 1936 fand in Bad Oeynhausen unter schwierigen Bedingungen die vierte Reichssynode der Bekennenden Kirche unter der Leitung von Präses Karl Koch statt, der zu dieser Zeit in Bad Oeynhausen als Pfarrer tätig war.
Der für viele Kurorte typische Bäder-Antisemitismus zeigte sich während der NS-Zeit auch in Bad Oeynhausen, allerdings musste Rücksicht auf ausländische Kurgäste genommen werden, die sich über politische Demonstrationen beschwerten. Der örtliche NSDAP-Ortsgruppenleiter organisierte im August 1935 eine öffentliche Kundgebung mit Ludwig Münchmeyer, einem „Reichsredner“ der NSDAP, gegen den Bürgermeister, weil dieser die Aufstellung eines Reklamekastens für das antisemitische Kampfblatt Der Stürmer am Rathaus verhindern wollte. Während des Dritten Reiches wurden im damaligen Bad Oeynhausen elf Straßen oder Plätze aus politischen Gründen umbenannt, in Rehme waren es zwölf.
Die Zahl der in Bad Oeynhausen lebenden Juden änderte sich jahrzehntelang nur wenig und betrug 81 im Jahre 1933. Dazu gehörten unter anderem die Varieté-Künstler Walther und Hedwig Flechtheim, die zwischen 1920 und 1932 in Bad Oeynhausen auftraten (Duo „Monroe & Molly“). Die religiös gebundenen Juden gehörten zur jüdischen Gemeinde Vlotho, wo sich eine Synagoge befand. In Bad Oeynhausen gab es ein Bethaus, das auch von jüdischen Kurgästen genutzt wurde. Soweit bekannt wanderten während der NS-Zeit 21 Personen aus, die übrigen wurden zumeist Opfer von Deportationen, die im Frühjahr 1942 einsetzten, und Vernichtungsaktionen. Im Stadtgebiet erinnern etliche Stolpersteine und eine Gedenkstätte in Volmerdingsen an die ehemaligen jüdischen Bewohner. An der evangelischen Auferstehungskirche wurde ein Gedenkbrunnen für die jüdischen Opfer angelegt.
→ Liste der Stolpersteine in Bad Oeynhausen
Im September 1939 wurde Bad Oeynhausen im heutigen Stadtteil Rehme an die Reichsautobahn (jetzt: A 2) angeschlossen.
Im Zweiten Weltkrieg wurden in Bad Oeynhausen 20 Lazarette für Verwundete eingerichtet, während der Kurbetrieb immer mehr eingeschränkt wurde; im Januar 1945 gab nur noch rund 1000 zivile Kurgäste. Bombenangriffe im Juni und November 1944 sowie kurz vor Ende der Kampfhandlungen im März 1945 zielten nicht auf die Innenstadt und das Kurgebiet, die unzerstört blieben, sondern auf die Weserbrücken und den Rüstungsbetrieb Weserhütte. Die Weserhütte gehörte im Zweiten Weltkrieg zur deutschen Rüstungsindustrie und produzierte Geschütze wie Panzer- und Flugabwehrkanonen, Panzerspähwagen und Schützenpanzerwagen. Ein Teil der Produktion kam mit der sogenannten U-Verlagerung in das nahe gelegene Wiehengebirge.
Bad Oeynhausen gehörte im April 1945 zur sogenannten Weserlinie, einer Verteidigungslinie. Die Weserbrücken wurden bis zum 2. April für eine Sprengung vorbereitet und mit allen Fährstellen und Übergängen gesichert. Als das amerikanische 47. Panzergrenadierbataillon die noch intakte Autobahnbrücke über die Weser einnehmen wollte, wurde sie durch deutsche Kräfte gesprengt. Der Krieg endete in Bad Oeynhausen am 3. April 1945 mit der kampflosen Übergabe der Stadt und der Lazarette an die 5. Panzerdivision der US-Armee, die um 14 Uhr schriftlich bestätigt wurde. Bereits am 11. April setzte die britische Militärverwaltung Carl Jäcker als Amtsbürgermeister im Amt Rehme, am 13. April Walter Kronheim als Bürgermeister für Bad Oeynhausen ein.

### Nach dem Zweiten Weltkrieg

#### Die britische Besatzungszeit

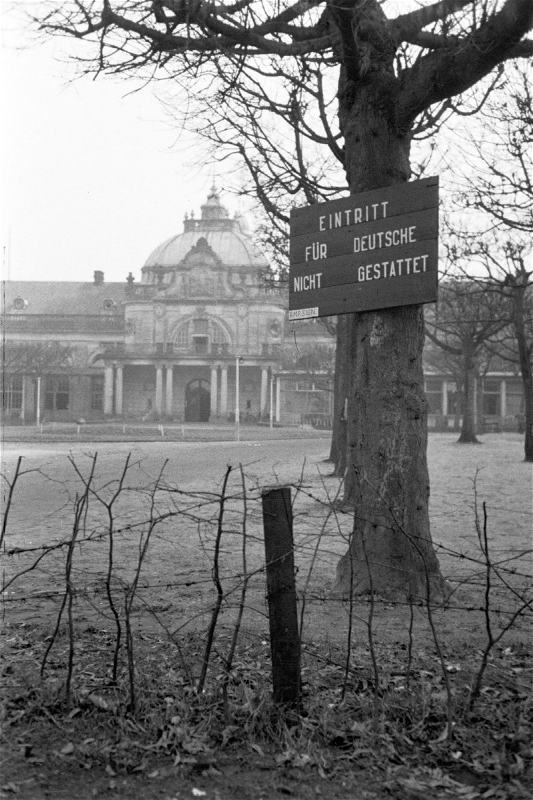
Schild: Eintritt für Deutsche nicht gestattet (1952)

Nach dem Zweiten Weltkrieg nutzte das Militär der Alliierten die infrastrukturellen Möglichkeiten der zumeist unzerstörten Kurorte zur Unterbringung von Verwaltungen: die Amerikaner in Wiesbaden, die Franzosen in Baden-Baden und die Briten in Bad Oeynhausen. Wie die anderen beiden Alliierten dezentralisierte auch die britische Armee ihre Verwaltung, wozu sie die Kurorte Bad Oeynhausen, Bad Salzuflen, Bad Lippspringe, Bad Driburg, Bad Hermannsborn, Bad Eilsen, Bad Nenndorf und Bad Rehburg beschlagnahmte. Das Oberkommando der britischen Militärregierung wurde in Bad Oeynhausen eingerichtet.

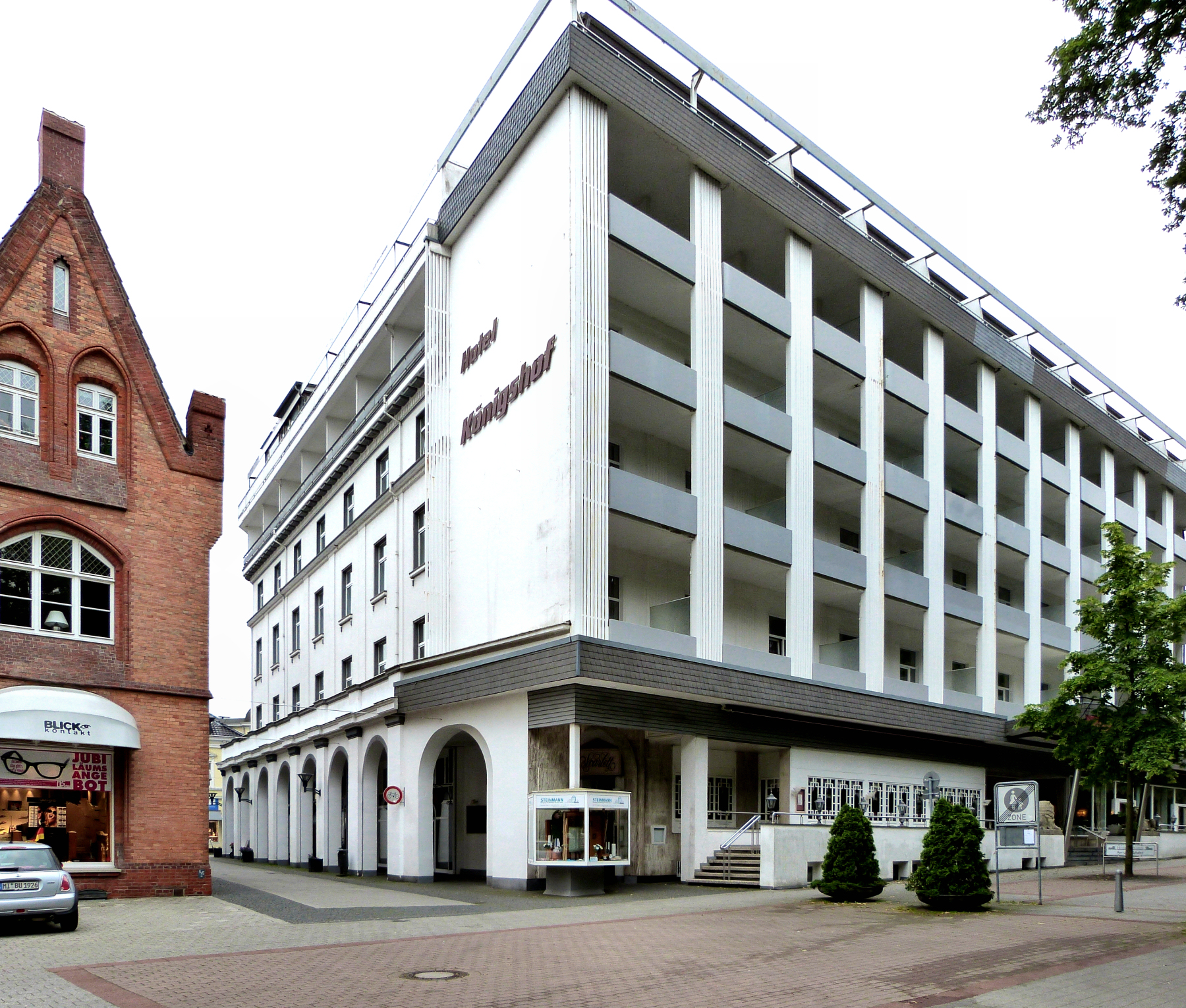
Hotel Königshof mit Kolonnaden (2012)

Am 3. Mai 1945 ordnete die britische Militärverwaltung die Evakuierung eines großen Teils der Innenstadt und die Beschlagnahme von 959 Häusern mit 1807 Wohnungen an. Bis zum 12. Mai 1945 mussten ca. 9000 Personen das Gebiet verlassen. Dies bedeutete einen Verlust von 55 % des Wohnungsbestandes für 70 % der Einwohner. Die Ausgewiesenen wurden zumeist in den umliegenden Ortschaften untergebracht, wo sich schon viele Flüchtlinge aus den Ostgebieten und Evakuierte aus dem Ruhrgebiet befanden. In dem durch Stacheldraht eingezäunten Sperrbezirk lebten bis zu 6000 Briten. Die Patienten des städtischen Krankenhauses wurden auf den Wittekindshof verlagert, Geschäfte zwangsumgesiedelt und ein provisorisches Geschäftszentrum entstand nördlich der Nordbahn.
Das Hauptquartier des Führungsstabes der britischen Rheinarmee war im Hotel Königshof untergebracht, das bis zum Kriegsende als Lazarett genutzt worden war. Das Kurhaus diente als Mannschaftsmesse für bis zu 3000 Armeeangehörige, das Badehaus III als Reinigungsbad, das Badehaus IV als Verwaltungsgebäude und die Badehäuser I und II als Möbel- und Bekleidungslager. In der Wandelhalle wurden NAAFI-Geschäfte betrieben und im durch Panzerfahrten schwer beschädigten Kurpark wegen Brennstoffmangels Bäume gefällt. Der Oberbefehlshaber erhielt 1950 an der Schützenstraße an der Stelle einer im Juni 1945 abgebrannten Villa einen inoffiziell als „White House“ bezeichneten Dienstsitz. Bis 1954 gab es 32 kleine und mittlere Brände, vier Großbrände und drei Totalbrände, bei denen mehrere für die Kurstadt bedeutende Bauwerke zerstört wurden: unter anderem die Auferstehungskirche am Kurpark (1947), der Musikpavillon am Kurhaus (1951) und das damalige Badehaus II (1952), an dessen Stelle jetzt die Gollwitzer-Meier-Klinik steht. Die Hintergründe für diese Brände konnten niemals aufgeklärt werden. Ein großer Schaden entstand der stadtgeschichtlichen Forschung dadurch, dass die Stadtverwaltung nur die nötigsten Akten ins Ausweichquartier mitnehmen durfte. Die in einem versiegelten Raum im bisherigen Rathaus befindlichen Akten waren bereits Ende 1945 verschwunden und wurden vermutlich der Vernichtung zugeführt.
Für die Logistik richteten die Briten den Flugplatz Porta Westfalica im nahen Vennebeck ein, ließen ab Januar 1948 die Absperrungen in mehreren Phasen aufheben und im gleichen Jahr die Weserhütte beschlagnahmen, um dort die Hauptwerkstatt zur Reparatur von Heeresfahrzeugen einzurichten. Ebenfalls 1948 gründete sich die „Notgemeinschaft Bad Oeynhausen e. V.“ als Interessenvertretung Bad Oeynhausener Bürger gegenüber den Briten.

#### Der Nachkriegsaufbau
| Jahr | Kurgäste |
| 1955 | 14.325   |
| 1960 | 42.131   |
| 1965 | 50.185   |
| 1972 | 64.460   |

Nach der völligen Freigabe der Innenstadt durch die Briten 1954 wurde die Beseitigung der Schäden – durch großzügige Entschädigungsleistungen gefördert – in Angriff genommen, wobei man nicht nur eine Wiederherstellung des Zerstörten, sondern eine weitgehende Neugestaltung anstrebte. Bei der Gestaltung der Neubauten war man der Moderne verpflichtet, es wurde eine „kompromisslos andere architektonische Sprache“ gesucht. Die Badehäuser II, III (1955) und V (1958) wurden abgebrochen, das Badehaus IV (heute II) wurde ab 1956 saniert und umgebaut. Seitenflügel des Kurhauses wurden abgebrochen, ein moderner Vorbau errichtet und ein Konzertplatz am Kurhaus angelegt. Zwischen 1960 und 1965 wurde der Kurpark nach Plänen des Gartenarchitekten Hermann Mattern völlig umgestaltet.
Nach dem Wiederbeginn des Badebetriebs lag die Zahl der Kurgäste zunächst auf dem Vorkriegsniveau und stieg dann stark an. Seit den 1950er-Jahren war das Kurwesen von einschneidenden qualitativen und quantitativen Veränderungen geprägt. Die zunehmende „Klinifizierung“ der Kur mit ärztlicher und therapeutischer Betreuung der Patienten unter einem Dach bei gleichzeitig starkem Rückgang der hergebrachten privat finanzierten Badekur führten auch in Bad Oeynhausen zum Bau zahlreicher Kurkliniken, insbesondere im westlichen Kurgebiet; die Unterbringung der Gäste in kleinen Pensionen verlor an Bedeutung. Ein starkes Wachstum der Kurkliniken von 14.200 Gästen im Jahre 1973 auf 48.422 im Jahre 1991 war die Folge. Eine andere Folge war die Umwandlung nicht mehr benötigter Pensionen zu Altenheimen, Eigentumswohnungen, Geschäften, Praxen u. a.
In den 1960er-Jahren wurden die weiterführenden Schulen in zwei Schulzentren zusammengefasst: das Schulzentrum Nord in Eidinghausen an der Grenze zu Werste und das Schulzentrum Süd im Osten des Stadtzentrums nahe der Grenze zu Rehme. In Letzterem wurde 1969 die bis dahin selbstständigen Gymnasien für Jungen (Immanuel-Kant-Gymnasium) und für Mädchen (Luisenschule) zu einer Schule zusammengefasst, die ebenfalls den Namen Immanuel-Kant-Gymnasium erhielt.

#### Ausdehnung des Stadtgebiets durch Gemeindefusion
Bereits im Jahre 1926 wurde ein Teil der Gemeinde Niederbecksen in die Stadt eingemeindet. Kurz nach Kriegsende legte Bürgermeister Kronheim am 22. Mai 1945 einen Antrag vor zu einer neugegliederten Stadt mit den jetzigen Ortsteilen sowie Gohfeld, womit er bei den Umlandgemeinden auf heftigen Widerstand stieß und sich bei den britischen Militärbehörden nicht durchsetzen konnte.
Zum Jahresbeginn 1973 löste das Land Nordrhein-Westfalen mit einer Gebietsreform das bisherige Amt Rehme auf und vereinigte dessen Gemeinden mit der bisherigen Stadt Bad Oeynhausen. Die dadurch gebildete neue Stadt erhielt ebenfalls den Namen „Bad Oeynhausen“. Ihre Einwohnerzahl betrug mehr als das Doppelte und ihre Fläche mehr als das Achtfache der früheren Stadt Bad Oeynhausen.
Das Stadtgebiet dehnt sich seitdem nach Norden bis zum Wiehengebirgskamm, nach Osten bis zur Weser und auch nach Süden erheblich aus. Sehr umstritten war die Grenzziehung im Westen: die alte Stadt Bad Oeynhausen wünschte sich eine Grenzziehung weiter westlich am Mittelbach, so dass ein erheblicher, dicht besiedelter Teil der früheren Gemeinde Gohfeld zur neuen Stadt Bad Oeynhausen gekommen wäre. Begründet wurde dies mit der – was Infrastruktur und Einkaufsverhalten betraf – auf Bad Oeynhausen hin orientierten Bevölkerung. Die Stadt fand mit dieser Argumentation kein Gehör, vermutlich auch wegen der nur kurz zurückliegenden kommunalen Neuordnung der Stadt Löhne und des Kreises Herford, deren Ergebnisse nicht mehr angetastet werden sollten. Auch die Ratsvertreter des Amtes Rehme, das völlig in die neue Stadt Bad Oeynhausen integriert werden sollte, sprachen sich für die jetzige Lösung mit einer Grenze am Osterbach aus. Infolgedessen liegt seitdem ein Teil des Kurgebiets auf dem Territorium von Löhne und wird als „Kurgebiet Löhne im Staatsbad Oeynhausen“ bezeichnet.

#### Die Entwicklung der neuen Stadt Bad Oeynhausen
Die Gesundheitsreformen der 1990er-Jahre führten in Bad Oeynhausen – wie in vielen anderen Kurorten – zu einem starken Rückgang der Kurgastzahlen. Die Kureinrichtungen des Staatsbads, bis dahin im Eigentum des Landes Nordrhein-Westfalen, werden seit der Kommunalisierung im Jahre 2004 von der Staatsbad Bad Oeynhausen GmbH betrieben; die Bezeichnung Staatsbad darf jedoch weiter geführt werden.
Durch die erweiterungsfähigen Gewerbegebiete der eingemeindeten Stadtteile erhielt Bad Oeynhausen als Gewerbe- und Industriestandort ein zweites wirtschaftliches Standbein neben dem Gesundheitssektor.
Die britischen Streitkräfte wurden endgültig im Jahre 2014 aus der Stadt Bad Oeynhausen abgezogen. Das unter Denkmalschutz stehende ehemalige Wohngebäude des Kommandeurs der Garnison Herford, in Bad Oeynhausen als „Weißes Haus“ bekannt, wurde anschließend versteigert. Die zwischen 1955 und 1957 für britische Soldatenfamilien gebauten Gebäude einer Reihenhaussiedlung an der Porta- und Gneisenaustraße wurden zwischenzeitlich teilweise zur Unterbringung von Flüchtlingen genutzt und danach in den normalen Wohnungsmarkt überführt.
Im Jahre 1964 wurde mit der Umgestaltung der Innenstadt von Bad Oeynhausen zur Fußgängerzone begonnen, wobei die durchgehende Verbindung der B 61 mit Herforder und Mindener Straße für den Individualverkehr unterbrochen wurde. Die neue, von Westen kommende A 30 wurde 1969 an die Stadtgrenze herangeführt, und im Stadtteil Rehme wurde nahe der Weser das Autobahnkreuz Bad Oeynhausen zur Anbindung der A 30 an die A 2 gebaut (Freigabe 1979); um die Verkehrsströme von der A 30 bis zur A 2 zu bewältigen, wurde der west-östliche Straßenzug der Kanalstraße/Mindener Straße vierspurig ausgebaut und Teil der B 61. Der autobahntechnische Lückenschluss, dessen Verlauf im Stadtgebiet heftig umstritten war, erfolgte durch die sogenannte Nordumgehung nach elfjähriger Bauzeit im Dezember 2018. Zu diesem Bau gibt es eine künstlerische Langzeitbeobachtung, den Dokumentarfilm Autobahn, der auf dem Dokumentarfilmfestival DOK Leipzig 2019 uraufgeführt wurde.
Im Jahre 2013 kaufte die Stadt das historische Empfangsgebäude des Bahnhofs Bad Oeynhausen Nord und führte ab 2018 ein Bürgerbeteiligungsverfahren für die weitere Nutzung durch. Ein Umbau ist ab 2019 geplant; nach der Fertigstellung soll unter anderem die stadteigene Staatsbad GmbH dort einziehen.
Die Fähre Amanda verband bis 2021 Bad Oeynhausen-Rehme mit dem Freizeit- und Naherholungsgebiet Großer Weserbogen im Ortsteil Costedt der Stadt Porta Westfalica.

Wappen der früheren Stadt Bad Oeynhausen (1863–1972)

### Einwohnerentwicklung

#### Alte Stadt Bad Oeynhausen bis 1972 und Stadtteil „Stadtzentrum“ seit 1973
Die Tabelle und das Diagramm zeigen die Einwohnerzahlen der Stadt Bad Oeynhausen bis 1972 und des flächengleichen Stadtteils Bad Oeynhausen (Stadtzentrum) ab 1973 nach dem jeweiligen Gebietsstand. Eine relevante Änderung des Gebietsstandes ergab sich durch die Eingemeindung eines Teils der Gemeinde Lohe am 1. April 1926 (1925: 2942 Einwohner).
Bei den Zahlen handelt es sich bis 1970 um Volkszählungsergebnisse. Die Angaben beziehen sich ab 1871 sowie für 1946 auf die Ortsanwesende Bevölkerung und von 1925 bis 1970 auf die Wohnbevölkerung. Vor 1871 wurde die Einwohnerzahl nach uneinheitlichen Erhebungsverfahren ermittelt.
| Jahr           | Einwohner |
| -------------- | --------- |
| 1861           | 1.317     |
| 1867 (3. Dez.) | 1.636     |
| 1871 (1. Dez.) | 1.952     |
| 1885 (1. Dez.) | 2.381     |
| 1895 (1. Dez.) | 2.897     |

| Jahr            | Einwohner |
| --------------- | --------- |
| 1900 (1. Dez.)  | 3.356     |
| 1905 (1. Dez.)  | 3.891     |
| 1910 (1. Dez.)  | 4.291     |
| 1925 (16. Juni) | 6.248     |

| Jahr            | Einwohner |
| --------------- | --------- |
| 1933 (16. Juni) | 10.215    |
| 1939 (17. Mai)  | 10.885    |
| 1946 (29. Okt.) | 06.607    |
| 1950 (13. Sep.) | 09.529    |
| 1961 (6. Juni)  | 14.121    |

| Jahr            | Einwohner |
| --------------- | --------- |
| 1970 (27. Mai)  | 13.884    |
| 1972 (31. Dez.) | 13.983    |
| 1973            | 14.065    |
| 2006            | 15.893    |
| 2018 (31. Dez.) | 16.387    |

1926 Eingemeindung des Ortsteils Lohe; ab 1973 Datenerhebung der Stadt Bad Oeynhausen, Einwohnerzahl inkl. Nebenwohnsitze

#### Stadt Bad Oeynhausen seit der Gebietsreform 1973
Die Einwohnerzahl der neu gebildeten Stadt Bad Oeynhausen, die 1973 durch Vereinigung von acht Orten nach dem Bielefeld-Gesetz entstand, ist seit der Gründung leicht gestiegen. Nach der Gemeindereferenz des Bundesamtes für Bauwesen und Raumordnung wird Bad Oeynhausen als „Kleine Mittelstadt“ klassifiziert.
| Jahr                | Einwohner |
| ------------------- | --------- |
| 1973 (1. Januar)    | 44.983    |
| 1975 (31. Dezember) | 44.730    |
| 1980 (31. Dezember) | 44.336    |
| 1985 (31. Dezember) | 43.215    |
| 1987 (25. Mai) ¹    | 44.036    |
| 1990 (31. Dezember) | 46.475    |

| Jahr                | Einwohner |
| ------------------- | --------- |
| 1995 (31. Dezember) | 49.014    |
| 2000 (31. Dezember) | 50.007    |
| 2005 (31. Dezember) | 49.221    |
| 2010 (31. Dezember) | 48.300    |
| 2015 (31. Dezember) | 48.990    |
| 2017 (31. Dezember) | 48.747    |

¹ Volkszählungsergebnis

Daten des Landesbetriebs Information und Technik Nordrhein-Westfalen (IT.NRW).
Typisch für Bad Oeynhausen ist der etwas höhere Anteil der älteren Jahrgangsgruppen an der Wohnbevölkerung. Dieser lässt sich damit erklären, dass zahlreiche Rentner, Pensionäre und andere ältere Personen Bad Oeynhausen als Ruhesitz gewählt haben wegen der vielfältigen medizinischen Versorgung, aber auch wegen des kurgastlichen Angebots des Staatsbades.
| Gebietseinheit                  | bis 17 Jahre | 18 – 64 Jahre | 65 Jahre und mehr |
| ------------------------------- | ------------ | ------------- | ----------------- |
| Stadt Bad Oeynhausen (2016)     | 16,8 %       | 60,7 %        | 22,6 %            |
| Kreis Minden-Lübbecke (2016)    | 17,6 %       | 60,8 %        | 21,6 %            |
| Regierungsbezirk Detmold (2016) | 17,6 %       | 62,0 %        | 20,4 %            |
| Land Nordrhein-Westfalen (2016) | 16,6 %       | 62,6 %        | 20,7 %            |

## Religionen
Durch ihre Lage im ehemaligen Fürstentum Minden, in dem sich im 16. Jahrhundert die Reformation durchsetzte, ist die Stadt überwiegend evangelisch geprägt. Im Jahre 1992 standen 36.277 Protestanten nur 5.340 Katholiken gegenüber. In allen Ortsteilen gibt es Gemeinden der Evangelischen Kirche von Westfalen, von denen die Gemeinde Bergkirchen zum Kirchenkreis Minden gehört, die übrigen gehören dem Kirchenkreis Vlotho an. Die Christuskirche im Stadtzentrum ist das Gotteshaus der Evangelisch-Freikirchlichen Gemeinde.
Die Zuwanderung von Katholiken begann mit der Industrialisierung und dem Eisenbahnbau, sie stammten hauptsächlich aus Westfalen, dem Rheinland und Sachsen; beim Bau der Südbahn wurden auch Arbeiter aus Schlesien und Italien eingesetzt. Die Gründung des Kurbades führte zur Bildung einer katholischen Gemeinde im Jahre 1861; für diese und die katholischen Kurgäste wurde 1871 die erste eigene Kirche errichtet. Die heutigen katholischen Gemeinden St. Peter und Paul und St. Johannes Evangelist gehören zum Pastoralen Raum WerreWeser im Dekanat Herford-Minden des Erzbistums Paderborn.
Die Gemeinde Bad Oeynhausen der Neuapostolischen Kirche umfasst das Gebiet von Löhne und Bad Oeynhausen und hat ihre Kirche im Stadtzentrum.
Weitere religiöse Gemeinschaften sind die Adventgemeinde, die Gute-Nachricht-Gemeinde, die Baptisten-Brüdergemeinde und die Zeugen Jehovas.
Die nächsten Moscheen muslimischer Gemeinschaften befinden sich in Löhne, und in den Nachbarstädten Vlotho und Minden.

## Politik

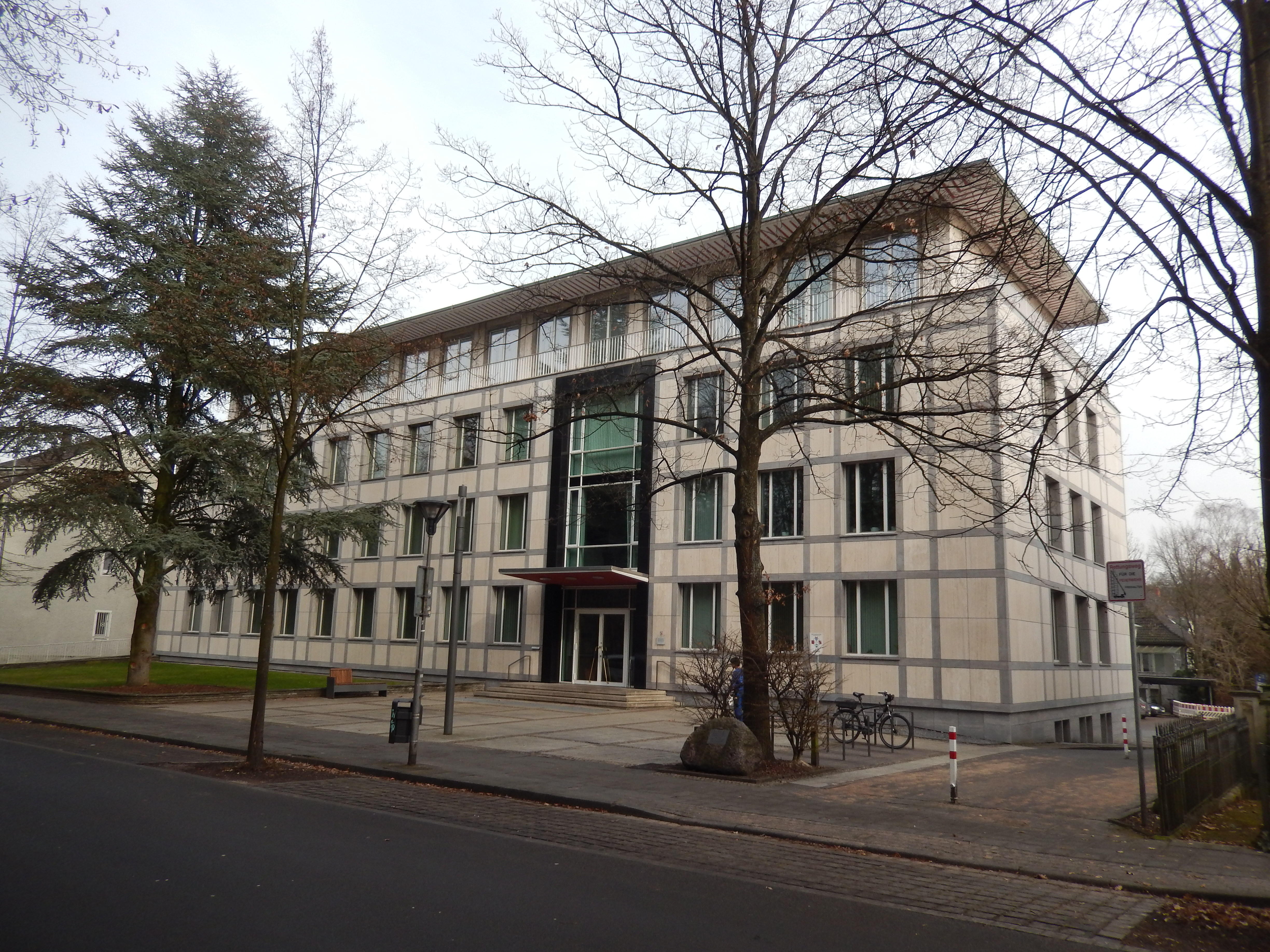
Rathaus von Bad Oeynhausen (1957)

### Stadtverwaltung
Im Jahre 1930 kaufte die Stadt das damalige leerstehende Hotel „Vier Jahreszeiten“, um es als Rathaus zu nutzen. Nach Ende der britischen Besatzungszeit erwies es sich als stark sanierungsbedürftig und ungeeignet für die Verwaltung, weshalb man es abriss. An gleicher Stelle wurde ein zeittypischer Behördenbau nach dem Plan des Architekten Hanns Dustmann errichtet, der seit 1957 als Rathaus I Hauptsitz der Stadtverwaltung ist. Das Gebäude steht seit 2010 unter Denkmalschutz und wurde 2011 saniert.
Als Rathaus II mit vorwiegend technischen Amtsbereichen wird das Verwaltungsgebäude des ehemaligen Amts Rehme im Stadtteil Werste genutzt. Außerdem gibt es vier weitere Außenstellen der Stadtverwaltung; frühere Pläne zur Konzentration der Verwaltung in einem Neubau werden nicht weiter verfolgt.

### Rat der Stadt Bad Oeynhausen
- Die Linke: 2
- SPD: 13
- GRÜNE: 10
- UWG: 1
- FDP: 3
- BBO: 3
- CDU: 19
- AfD: 3

Der Rat der Stadt Bad Oeynhausen hat den Vorgaben des Kommunalwahlgesetzes NRW entsprechend regulär 44 Sitze, durch Überhangmandate kann sich die Zahl erhöhen. Hinzu kommt der Bürgermeister als Ratsvorsitzender. Die Mitglieder des Rates sind für die Dauer von fünf Jahren gewählt. Der Rat der Stadt hält seine Sitzungen im Rathaus I ab.
| Jahr | CDU | SPD | Grüne | BBO1 | FDP | UW2 | Linke | AfD | Gesamt |
| ---- | --- | --- | ----- | ---- | --- | --- | ----- | --- | ------ |
| 2020 | 19  | 13  | 10    | 3    | 3   | 1   | 2     | 3   | 54     |
| 2014 | 16  | 14  | 5     | 4    | 1   | 2   | 2     | –   | 44     |
| 2009 | 15  | 14  | 4     | 4    | 3   | 2   | 2     | –   | 44     |
| 2004 | 18  | 16  | 7     | –    | 3   | –   | –     | –   | 44     |
| 1999 | 22  | 16  | 4     | –    | 2   | –   | –     | –   | 44     |

1„Bürger für Bad Oeynhausen“ 2„Unabhängige Wähler Bad Oeynhausen“
Von seinem Recht nach § 39 der Gemeindeordnung für das Land Nordrhein-Westfalen, das Stadtgebiet in Bezirke (Ortschaften) einzuteilen und dort Bezirksausschüsse zu bilden oder Ortsvorsteher einzusetzen, hat der Rat der Stadt Bad Oeynhausen bisher keinen Gebrauch gemacht.

### Bürgermeister
→ Liste der Bürgermeister von Bad Oeynhausen
Nach der Gemeindeordnung für das Land Nordrhein-Westfalen ist der von der Bevölkerung direkt gewählte Bürgermeister das Stadtoberhaupt; er steht dem Stadtrat vor und leitet die Stadtverwaltung.
Bei der Kommunalwahl am 13. September 2020 erreichte keiner der Bewerber im ersten Wahlgang die absolute Mehrheit der gültigen Stimmen. Die beiden Kandidaten mit den höchsten Ergebnissen Lars Bökenkröger (CDU) (35,23 %) und Achim Wilmsmeier (SPD, unterstützt zusätzlich durch LINKE, UW, BBO) (34,92 %) trafen in der Stichwahl am 27. September 2020 aufeinander, die Lars Bökenkröger mit 59,13 % gewann.

### Wappen, Flagge, Banner und Siegel
| Banner, Wappen und Hissflagge |  |
|                               |  |
|                               |  |

- Wappen:

| | Blasonierung: „In Blau eine aufrecht stehende silberne Leiter mit vier Sprossen unter einem durch eine silberne Wellenleiste abgetrennten roten Schildhaupt, darin drei silberne Merletten.“ |
| Wappenbegründung: Das seit 1863 bestehende Wappen zitiert mit der Leiter das Familienwappen der Familie von Oeynhausen. Karl von Oeynhausen machte sich durch die Erbohrung der ersten Solequelle für die Stadt verdient. Die Merletten im Schildhaupt stammen aus dem Wappen des ehemaligen Amtes Rehme, dessen Gebiet einen Großteil der Fläche der heutigen Stadt bildet. Der Stadt Bad Oeynhausen wurde vom Regierungspräsidenten in Detmold am 13. Dezember 1973 das Recht zur Führung eines Wappens, einer Hiss- und Bannerflagge verliehen. | |

- Flagge:
Die Flagge, die die Stadt Bad Oeynhausen führen darf, ist in den Stadtfarben Blau-Weiß-Blau im Verhältnis 1:3:1 längsgestreift mit dem von der Mitte zur Stange verschobenen Wappenschild der Stadt.

- Banner:
Das amtliche Banner der Stadt ist in den Farben „Von Blau-Weiß-Blau im Verhältnis 1:3:1 längsgestreift mit dem Wappenschild der Stadt in der oberen Hälfte.“

- Dienstsiegel:
Bad Oeynhausen führt ein Dienstsiegel, das das Stadtwappen zeigt. Nach einem Erlass des Nordrhein-Westfälischen Innenministers vom 1. März 1973 wurden alle alten Wappen und Siegel der zusammengeschlossenen Gemeinden einschließlich der alten Stadt Bad Oeynhausen außer Kraft gesetzt.[111]

### Städtepartnerschaften
Bad Oeynhausen unterhält bzw. unterhielt Partnerschaften mit folgenden europäischen Kommunen, nach denen Straßen oder Plätze in Bad Oeynhausen benannt sind. Die Partnerschaften pflegt der Partnerschaftsring der Stadt Bad Oeynhausen e. V.
Die Partnerschaft, die die Gemeinde Eidinghausen mit der französischen Stadt Fismes in der Champagne 1968 schloss, wurde im Zuge der kommunalen Neugliederung auf die Stadt Bad Oeynhausen übertragen.
Im Jahre 1977 ging Bad Oeynhausen mit dem englischen District Wear Valley in der Grafschaft Durham eine Verbindung ein. Diese besteht seit 2014 nicht mehr als offizielle Partnerschaft, nachdem sich die Partnerschaftsvereinigung in Wear Valley aufgelöst hatte.
Die jüngste Städtepartnerschaft besteht seit 1989 mit der polnischen Stadt Inowrocław in der Woiwodschaft Kujawien-Pommern, die sich auf eine gemeinsame Vergangenheit mit Salzgewinnung und Solebädern stützt, die beide Städte den Bohrungen des Freiherrn von Oeynhausen verdanken.

## Kureinrichtungen

### Die Mineralquellen

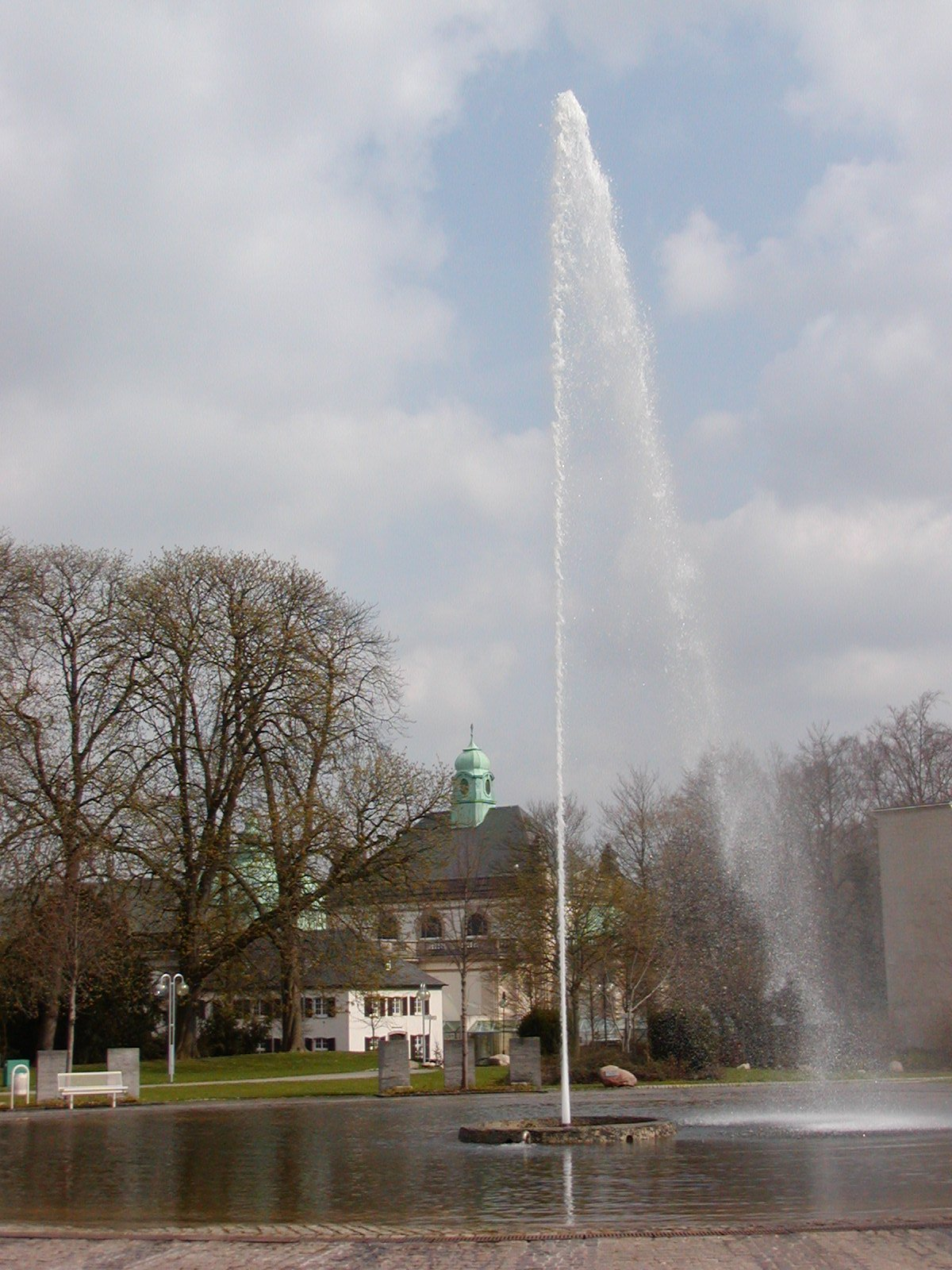
Wahrzeichen von Bad Oeynhausen: Fontäne des Jordansprudels im Kurpark

Seit der Mitte des 18. Jahrhunderts wurden zahlreiche Quellen zur Salz- und Thermalsolegewinnung erbohrt. Die älteste noch existierende Quelle ist der Bülow-Brunnen (1806) im Sielpark, dessen Sole zur Salzproduktion für die Saline Neusalzwerk genutzt wurde. Mit dem Oeynhausen-Sprudel trat erstmals 1839 eine Thermalsole zutage; bei der Fertigstellung 1845 wurde mit 696,4 m die weltweit größte erbohrte Tiefe erreicht. Noch während der Bohrarbeiten wurde die Charakteristik der Quelle von Alexander von Humboldt beschrieben.
Veränderungen der Quellschüttung und der Soleeigenschaften machten im Laufe der Zeit weitere Bohrungen erforderlich, von denen die folgenden noch vorhanden sind: der Kaiser-Wilhelm-Sprudel (1898), der Morsbach-Sprudel (1906), der Jordan-Sprudel (1926), der als größte kohlensäurehaltige Thermalsolequelle der Welt gilt, die Kurdirektor-Dr.-Schmid-Quelle (1966, die mineralreichste Quelle mit 86 g/L), der Alexander-von-Humboldt-Sprudel (1973, tiefste Quelle mit 1034 m) und der Gert-Michel-Sprudel (1995). Im Gegensatz zu diesen Tiefbohrungen wurde aus dem Wittekind-Brunnen I (1876) eine oberflächennahe Sole gefördert, die einst die weltweit bedeutendste Calciumchlorid-Quelle war; mittlerweile wurde er stillgelegt und durch den Wittekind-Brunnen II ersetzt. Die meisten der Heilquellen bringen eine eisen- und kohlensäurehaltige Thermalsole hervor, der Alexander-von Humboldt-Sprudel eine Eisen-Sulfat-Sole.
Die Bedeutung der Quellen für den Kurbetrieb hat in den letzten Jahrzehnten stark abgenommen. Genutzt wird noch Sole aus der Kurdirektor-Dr.-Schmid-Quelle und dem Oeynhausen-Sprudel im Badehaus II. Das Wellness-Bad Bali-Therme im Kurpark wird teilweise mit Sole aus dem Gert-Michel-Sprudel, dem Jordan-Sprudel und dem Alexander-von-Humboldt-Sprudel versorgt.

### Kurgebiet und Kurpark

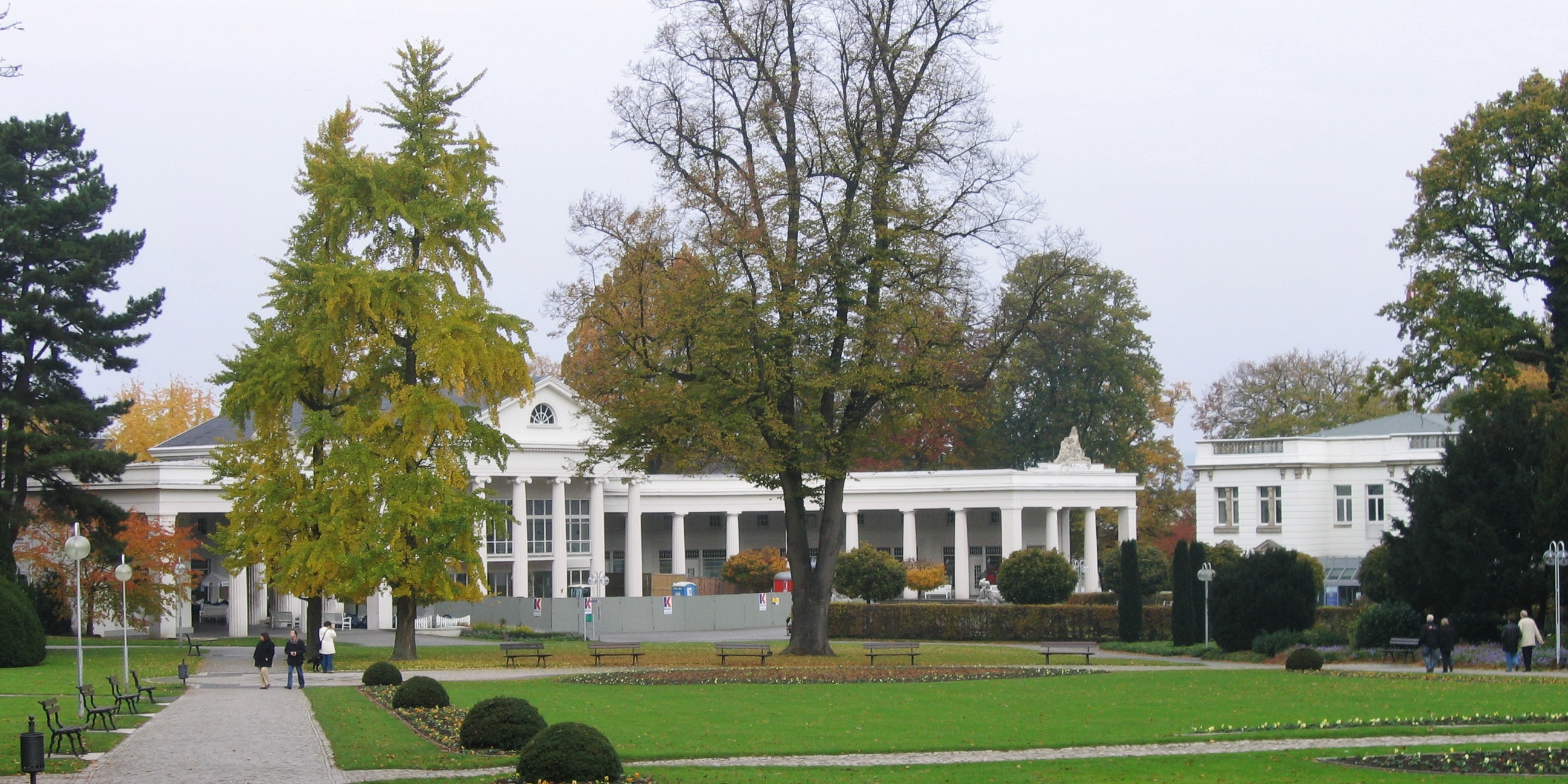
Wandelhalle im Kurpark

Für die Belange des Kurbetriebs wurde das Kurgebiet Staatsbad Oeynhausen ausgewiesen, das im Stadtzentrum direkt westlich an das innerstädtische Geschäftszentrum anschließt und im Westen über die Stadtgrenze hinaus bis auf das Gebiet von Löhne-Gohfeld reicht. Im Kurgebiet gelten erhebliche Beschränkungen des Straßenverkehrs.
Herzstück von Bad Oeynhausen ist der ca. 26 ha große Kurpark Bad Oeynhausen, der zwischen 1851 und 1853 nach Plänen von Peter Joseph Lenné geschaffen wurde. Die Grundstruktur der ursprünglichen Anlage mit dem Korso-Ring spiegelt sich noch im Straßenbild wider. Der Park wurde im Laufe der Zeit den wechselnden gestalterischen Zielvorstellungen angepasst und ist Bestandteil des European Garden Heritage Network. Der Kurpark ist seit einigen Jahren ganzjährig für die Allgemeinheit zugänglich; eine frühere Umzäunung wurde beseitigt. Die Fontäne des Jordansprudels, benannt nach dem Kur- und Salinendirektor Albert Jordan (1865–1934), ist das Wahrzeichen der Stadt Bad Oeynhausen. Er springt in der Sommersaison zwischen 9 und 20 Uhr zu jeder vollen Stunde für fünf Minuten.
Für die Funktion als Staatsbad entstanden im Kurpark zahlreiche Kurgebäude mit einer Architektur im Stil des Klassizismus, des Neobarocks und der Neorenaissance, die von einer glanzvollen und mondänen Kur- und Bäderwelt am Anfang des 20. Jahrhunderts zeugen und mit denen anderer bekannter Kurorte vergleichbar waren. Zwischen 1905 und 1908 wurde das neubarocke Kurhaus (Pläne von Hinckeldeyn und Delius) errichtet, das von 1980 bis 2002 auch ein Spielcasino beherbergte; heute befinden sich in dem jetzigen Kaiserpalais ein GOP-Varieté, ein Restaurant und eine Diskothek. Das spätklassizistische Badehaus I wurde 1852–1857 (nach Plänen von Robert Ferdinand Cremer und Carl Ferdinand Busse), das heutige Badehaus II (ehemals Badehaus IV) 1885 im Stile eines Renaissance-Palais und das Haus des Gastes 1903 erbaut, in dem sich die Tourist-Information befindet. Das neubarocke Theater stammt von 1915, und die neoklassizistische Wandelhalle aus dem Jahre 1926 (Innenmalerei von Gustav Halmhuber) ersetzte einen Trinkpavillon von 1858.
Im Jahre 1960 wurde zwischen dem Kurpark und der Oeynhauser Schweiz ein im modernen Stil erbautes Badehaus eröffnet, das die Bezeichnung Badehaus II erhielt, da das frühere, in Holzbauweise errichtete Badehaus II 1952 abgebrannt war. Später fand auch die Kurverwaltung in diesem Neubau ihr Domizil. Nach einem Brand im Jahre 2002 wurde die Ruine schließlich 2015 beseitigt. Seitdem führt das ehemalige Badehaus IV die Bezeichnung Badehaus II.
Ein stilistischer Kontrast ist das Ronald-McDonald-Elternhaus des Architekten Frank O. Gehry. Das wie ein Schneckenhaus geformte Dach schraubt sich zwölf Meter in die Höhe. Das Haus mit 12 Apartments soll für Eltern oder andere Angehörige herzkranker Kinder ein Zuhause auf Zeit sein, solange die kleinen Patienten im Herz- und Diabeteszentrum Nordrhein-Westfalen in Bad Oeynhausen behandelt werden.

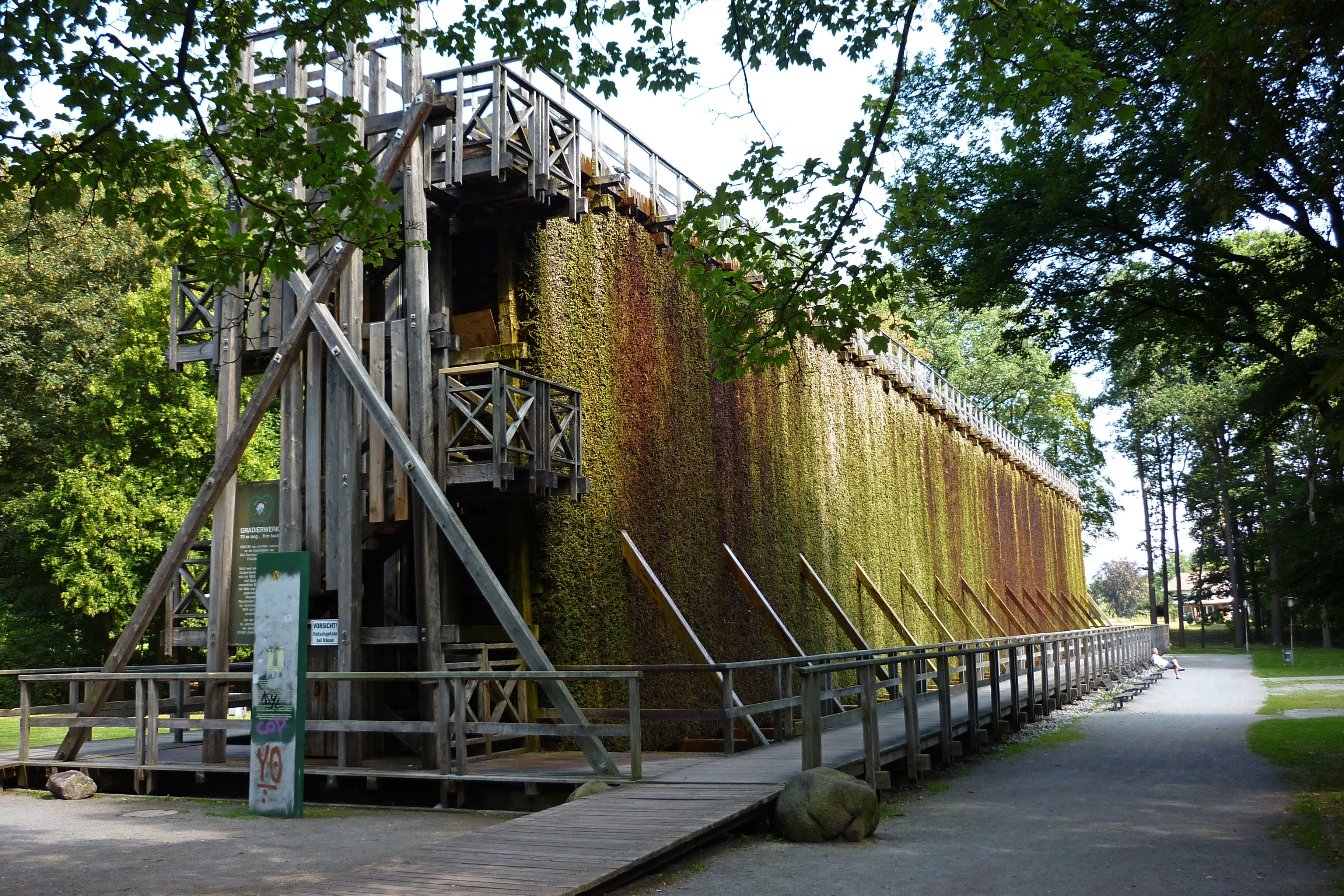
Gradierwerk im Sielpark

Der ursprünglichen Planung entsprechend steht am östlichen Rande des Kurparks die evangelische Auferstehungskirche, ein dreischiffiger Saalbau des Architekten Diez Brandi von 1956 als Ersatz für den 1947 abgebrannten Erstbau, und am westlichen Rand die katholische Pfarrkirche St. Peter und Paul nach einem Vorgängerbau von 1871.
In südwestlicher Richtung ist der Kurpark durch die weitläufige Anlage des Landschaftsparks Siekertal mit großem Baumbestand erweitert, in dem das Heimatmuseum steht. Die Oeynhauser Schweiz liegt – getrennt durch Bebauung – östlich vom Kurpark. Es ist ein Landschaftspark und Stadtwald mit Damwildgehege.
Der Sielpark ist ein großflächig angelegter Landschaftspark nördlich des Kurparks zwischen der Nordbahnlinie und der Werre. Darin befindet sich das Brunnenhaus mit dem Bülowbrunnen. Der Brunnen speist das in den 1990er-Jahren im Sielpark errichtete Gradierwerk, den Nachbau eines Vorgängers an der früheren Saline Neusalzwerk.

### Einrichtungen des Kurbetriebs und Gesundheitswesens

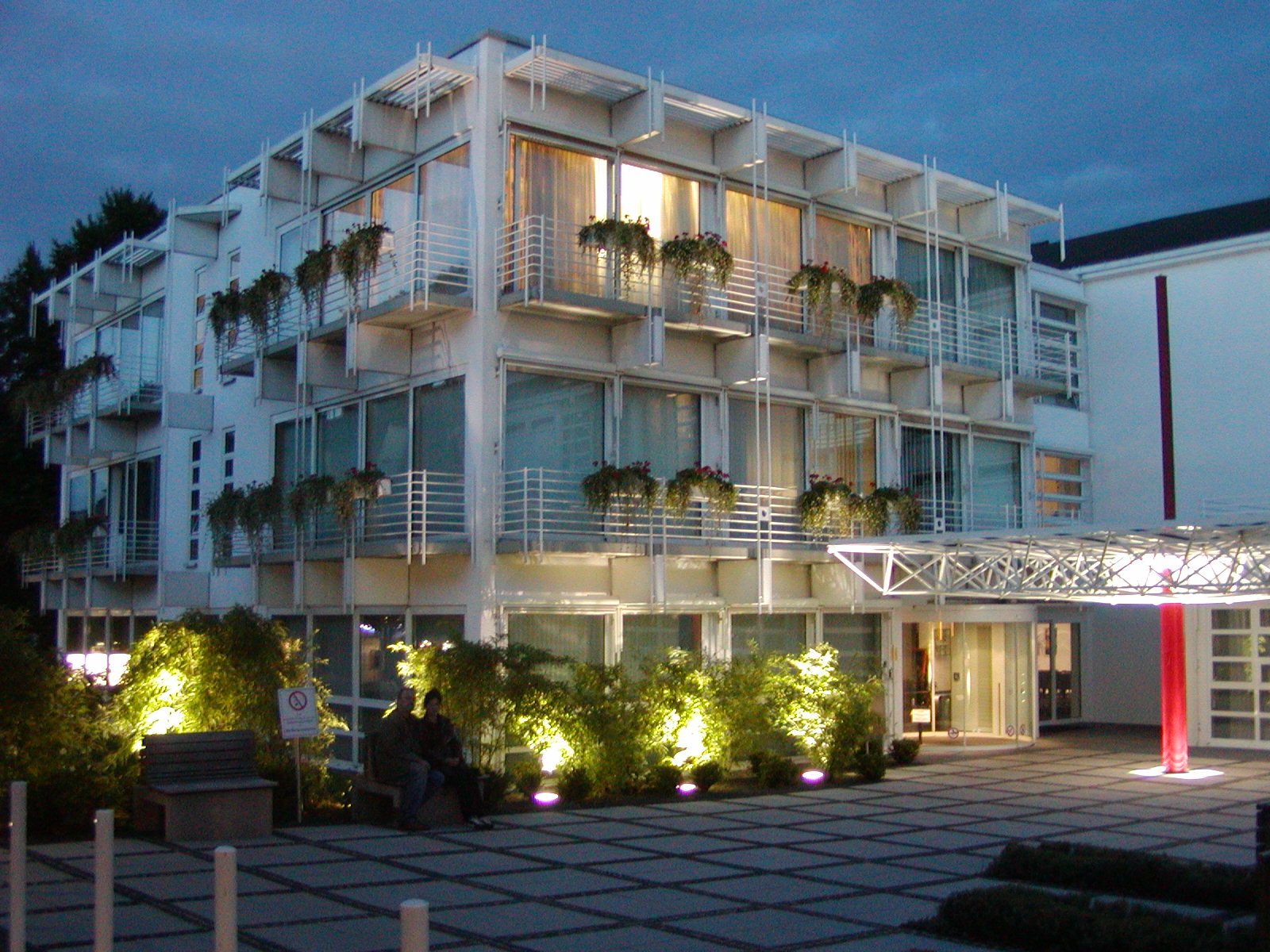
Gollwitzer-Meier-Klinik

Bad Oeynhausen hat zahlreiche Kliniken von lokaler, regionaler und überregionaler Bedeutung. Den langfristigen Veränderungen in der Bewirtschaftung der Heilbäder entsprechend entstand eine Reihe spezialisierter Kur- und Reha-Kliniken. Auf dem Kurpark-Areal stehen die Gollwitzer-Meier-Klinik und die Klinik am Rosengarten. Die Klinik am Korso ist als einzige deutsche Klinik ausschließlich auf die Behandlung von Essstörungen spezialisiert.
Die seit 1965 an der Wielandstraße ansässige Diabetes-Klinik Bad Oeynhausen war eine der beiden Keimzellen des Herz- und Diabeteszentrums (HDZ), das dem Universitätsklinikum der Ruhr-Universität Bochum angeschlossen ist und auch mit der Universität Bielefeld zusammenarbeitet. Die andere Keimzelle war die Gollwitzer-Meier-Klinik, die um eine chirurgische Abteilung erweitert werden sollte. 1980 gründeten die Stadt Bad Oeynhausen und das Land NRW dazu eine Krankenhausbetriebsgesellschaft zu je gleichen Teilen und beschlossen einen großzügigen Neubau, der auf einem Gelände an der Georgstraße in der Nähe der Diabetesklinik und des städtischen Krankenhauses errichtet und 1985 in Betrieb genommen wurde.
Das HDZ ist das mit Abstand größte Herztransplantationszentrum in Europa.
Der medizinischen Regelversorgung der Bevölkerung dient das Städtische Krankenhaus Bad Oeynhausen, das früher an der Weserstraße lag, nach dem Krieg zum Wittekindshof evakuiert wurde und von 1950 bis 1953 außerhalb des militärischen Sperrgebiets an der Wielandstraße einen Neubau erhielt.
Die Auguste-Viktoria-Klinik wurde 1913 am Sielpark als Kinderheilanstalt gegründet, ist seit 1964 ein orthopädisches Fachkrankenhaus und gehört wie das Krankenhaus Bad Oeynhausen zum Verbund der Mühlenkreiskliniken.
Die Klinik Bad Oexen ist die einzige Klinik außerhalb des Kurgebiets in der nördlich der Werre gelegenen Stadthälfte. Sie liegt im Stadtteil Eidinghausen inmitten eines weitläufigen Kurparks und hat sich für die Onkologie-Nachsorge spezialisiert.

## Kultur und Sehenswürdigkeiten

### Theater und Museen

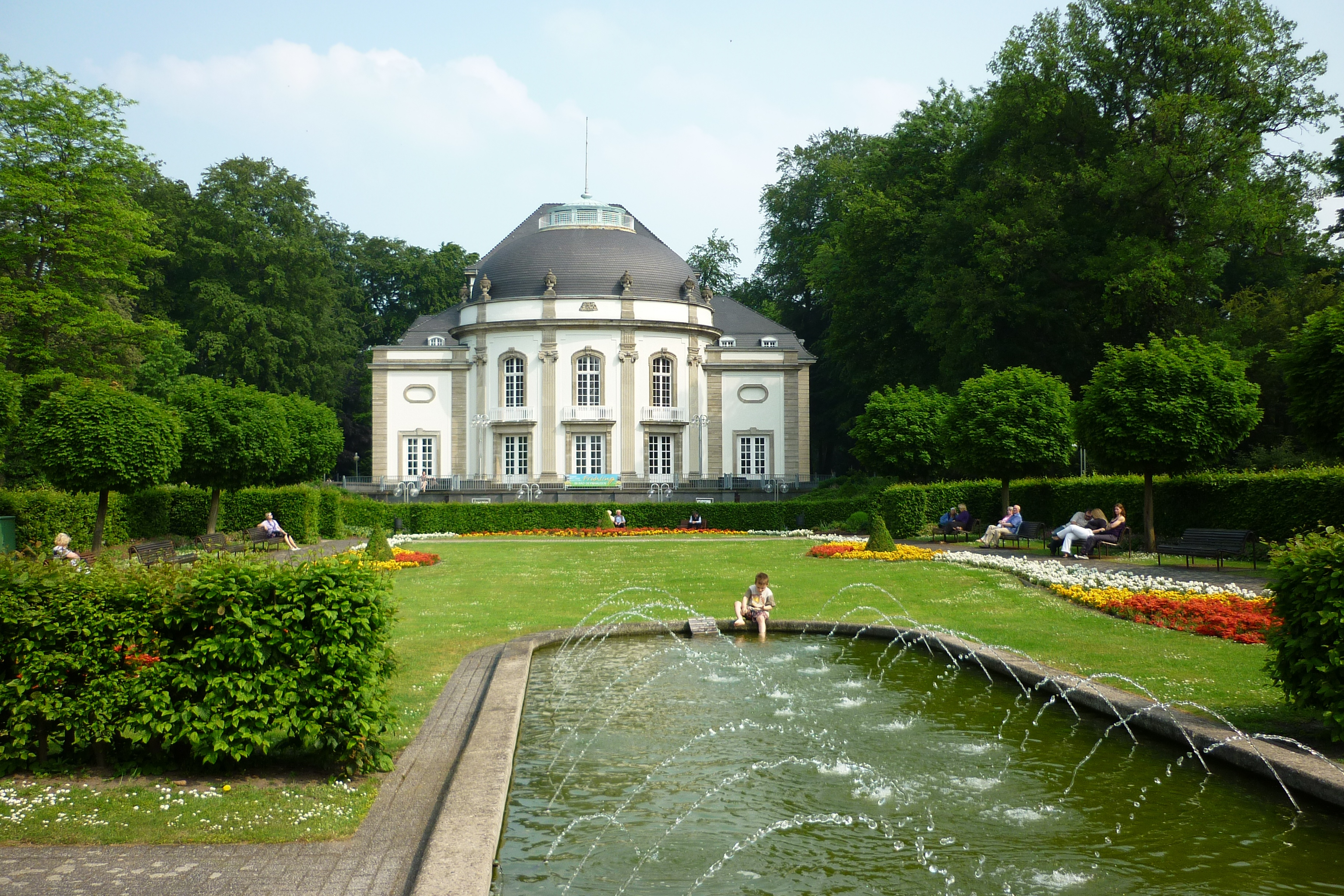
Theater im Park

Im Theater im Park finden Gastspiele auswärtiger Theater und Konzerte der Bielefelder Philharmoniker und der Nordwestdeutschen Philharmonie statt. Das GOP-Varieté im Kaiserpalais befindet sich ebenfalls im Kurpark.
Das Deutsche Märchen- und Wesersagenmuseum ist ein Sammlungshort von Märchen aus der Region des Weserberglands, der vor allem auf dem Werk der Brüder Grimm fußt. Die Privatsammlung des 1992 verstorbenen Volkskundlers und Schriftstellers Karl Paetow bildete den Grundstock des Museums, das 1973 in den Räumen der Paul-Baehr-Villa, einer prachtvollen Villa im Stil des Historismus am Kurpark eröffnet wurde. Bad Oeynhausen ist damit Teil der Deutschen Märchenstraße.
Die bäuerliche Bau- und Kulturgeschichte des Raumes Minden-Ravensberg ist im Museumshof Bad Oeynhausen im Landschaftspark Siekertal dargestellt. Es ist ein Freilichtmuseum mit translozierten Gebäuden (Haupthaus von 1739, Heuerlingshaus von 1654, Spieker, Scheune, Backhaus, Hofwassermühle von 1772) und einem Bauerngarten.
Von 1973 bis 2007 befand sich hier außerdem das Motor Technica Museum Bad Oeynhausen.

### Bauwerke außerhalb des Kurgebiets

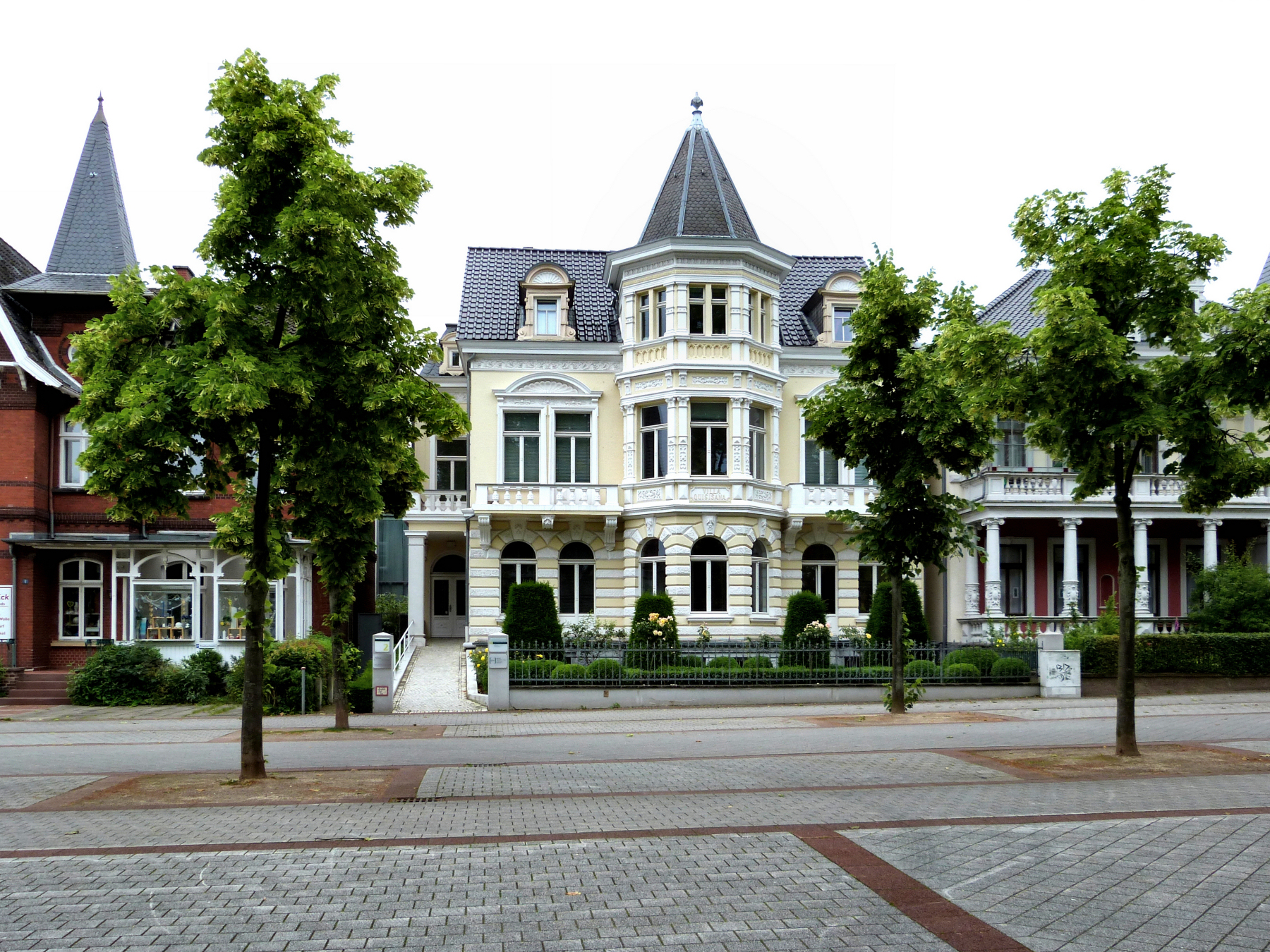
Villa Quisisana am Kurpark

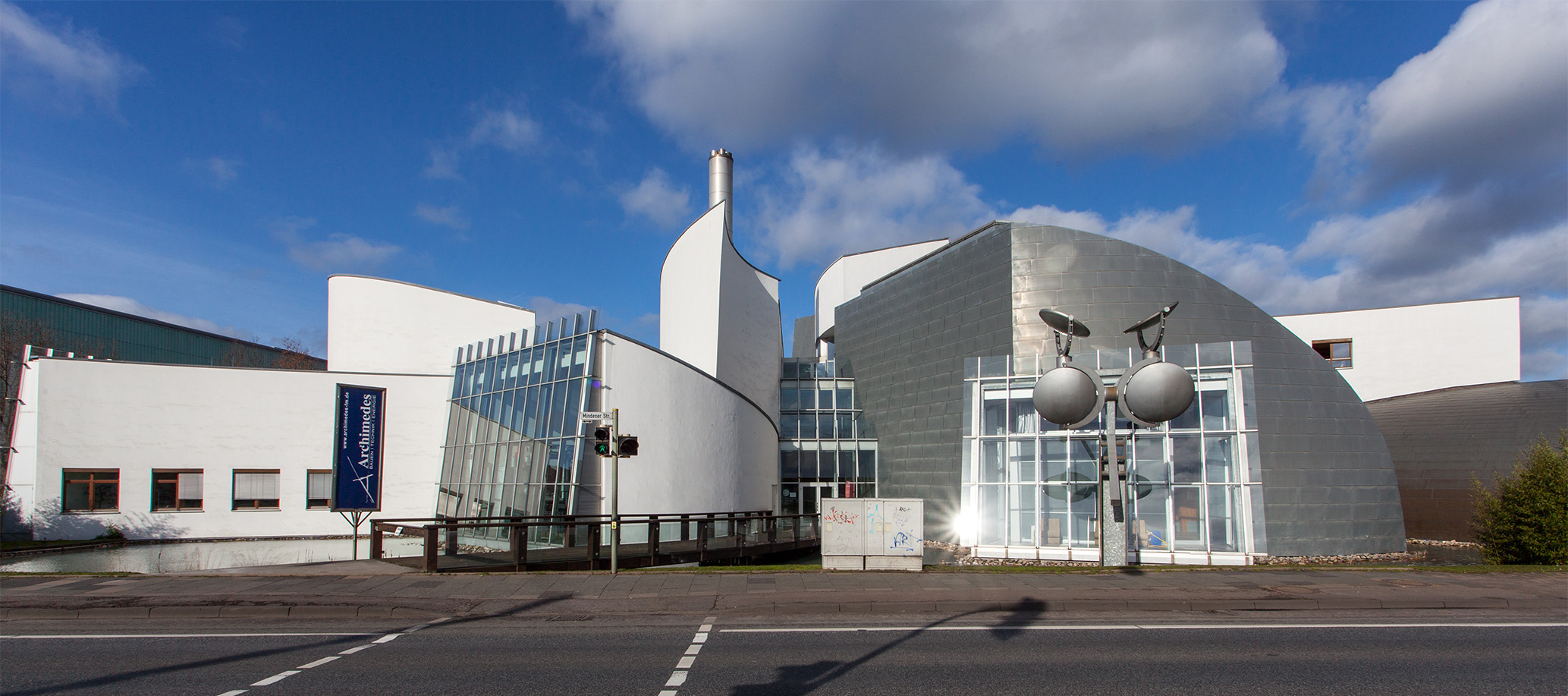
Energie-Forum-Innovation von Frank O. Gehry

Die ab Mitte des 19. Jahrhunderts langsam einsetzende, ab ca. 1880 besonders intensivierte Bebauung des Kurorts bot mit vielen Gebäuden, zumeist in Einzellage, in zeittypischem Stil das Bild einer „gründerzeitlichen Einheitlichkeit“. Zwar blieben kriegsbedingte Zerstörungen aus, doch wurde durch Stadterneuerungsmaßnahmen ab den 1950er-Jahren dieses Bild durch Abriss und Fassadengestaltungen erheblich verändert. Die Beseitigung eines Gebäudes, in dem die Stadt während der NS-Zeit jüdischen Bürgern, die nach den damaligen Regelungen ihre Wohnungen verlassen mussten, ghettoartigen Wohnraum zugewiesen hatte, stieß auf öffentliche Kritik.
Die evangelische Kirche Bergkirchen in landschaftlich exponierter Lage auf der Passhöhe des Wiehengebirges, die Laurentiuskirche in Rehme und der Turm der evangelischen Kirche Volmerdingsen sind sie die einzigen mittelalterlichen Kirchenbauten im Stadtgebiet.
Die Schoenen-Mühle im Ortsteil Bergkirchen steht als Wassermühle noch an ihrem angestammten Ort. Sie ist ebenso wie die Hofwassermühle im Museumshof Bad Oeynhausen Objekt der Westfälischen Mühlenstraße. Eine Reihe noch erhaltener und restaurierter Backhäuser, vorwiegend in den nördlichen Stadtteilen, zeugen von der früheren ländlichen Alltagskultur.
Im Stadtteil Eidinghausen befindet sich das Wasserschloss Ovelgönne aus dem 18. Jahrhundert.
Unmittelbar westlich des Kurparks entstand in den 1920er-Jahren eine Wohnsiedlung nach dem Gartenstadt-Konzept, der heutige Denkmalbereich Hindenburgstraße.
Ein Zeichen neuer Industriearchitektur ist das Energie-Forum-Innovation des Architekten Frank O. Gehry an der B 61.

### Denkmäler

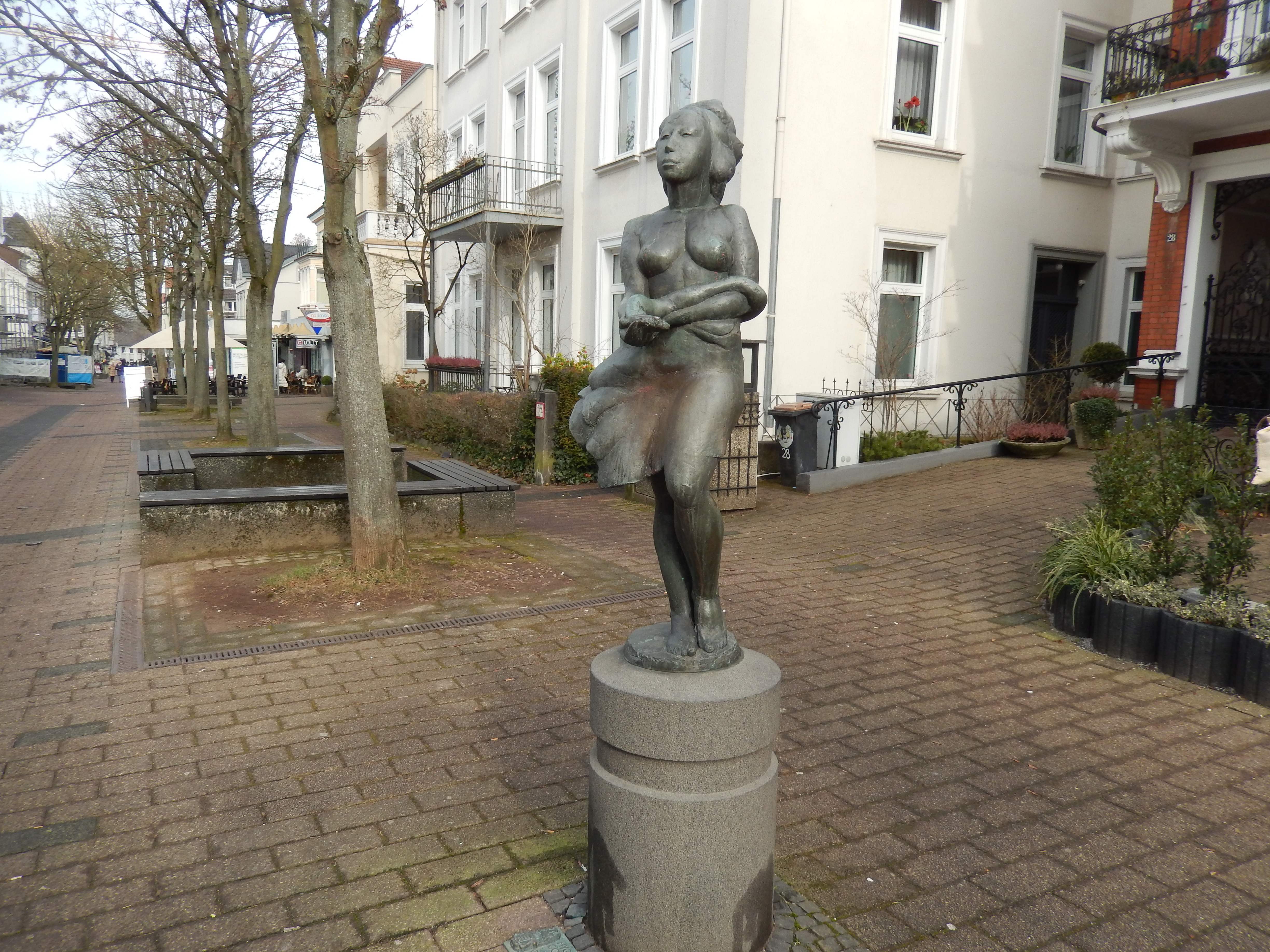
Hygieia

Das Flößer-Denkmal (1992) an der Mündung der Werre in die Weser weist auf die frühere Bedeutung der Weser als überregionaler Wasserweg hin. Den Gründungsmythos der Salzentdeckung durch Schweine greift der Schweinebrunnen (1981) thematisch auf. Die Hygieia-Plastik und der Najade-Brunnen in der Fußgängerzone der Innenstadt nehmen Bezug auf die Heilbadfunktion von Bad Oeynhausen. An den technischen Gründer des Bades erinnern die Oeynhausen-Büste (1895) vor dem Badehaus I und eine Stele im Kurpark (1887). In der äußersten nordöstlichen Ecke des Kurparks steht seit 1982 an der Herforder Straße die Replik einer Lenné-Büste (1847) von Christian Daniel Rauch, die an den Gartenarchitekten erinnert.

### Grünflächen und Naherholung
Durch das Kurgebiet und die Parkanlagen fährt im Sommerhalbjahr eine touristische Bimmelbahn, die den Namen „Emil – der Wolkenschieber“ (Emil: elektrische Mobilität) trägt, der regelmäßig verschiedene Routen bedient. Ein zweites Fahrzeug wurde wegen seines herkömmlichen Antriebs „Minna“ getauft.
In der sogenannten Flutmulde, dem Überschwemmungsbereich der Werre nördlich des Sielparks, ist ein Turnierplatz für den Springreitsport eingerichtet.

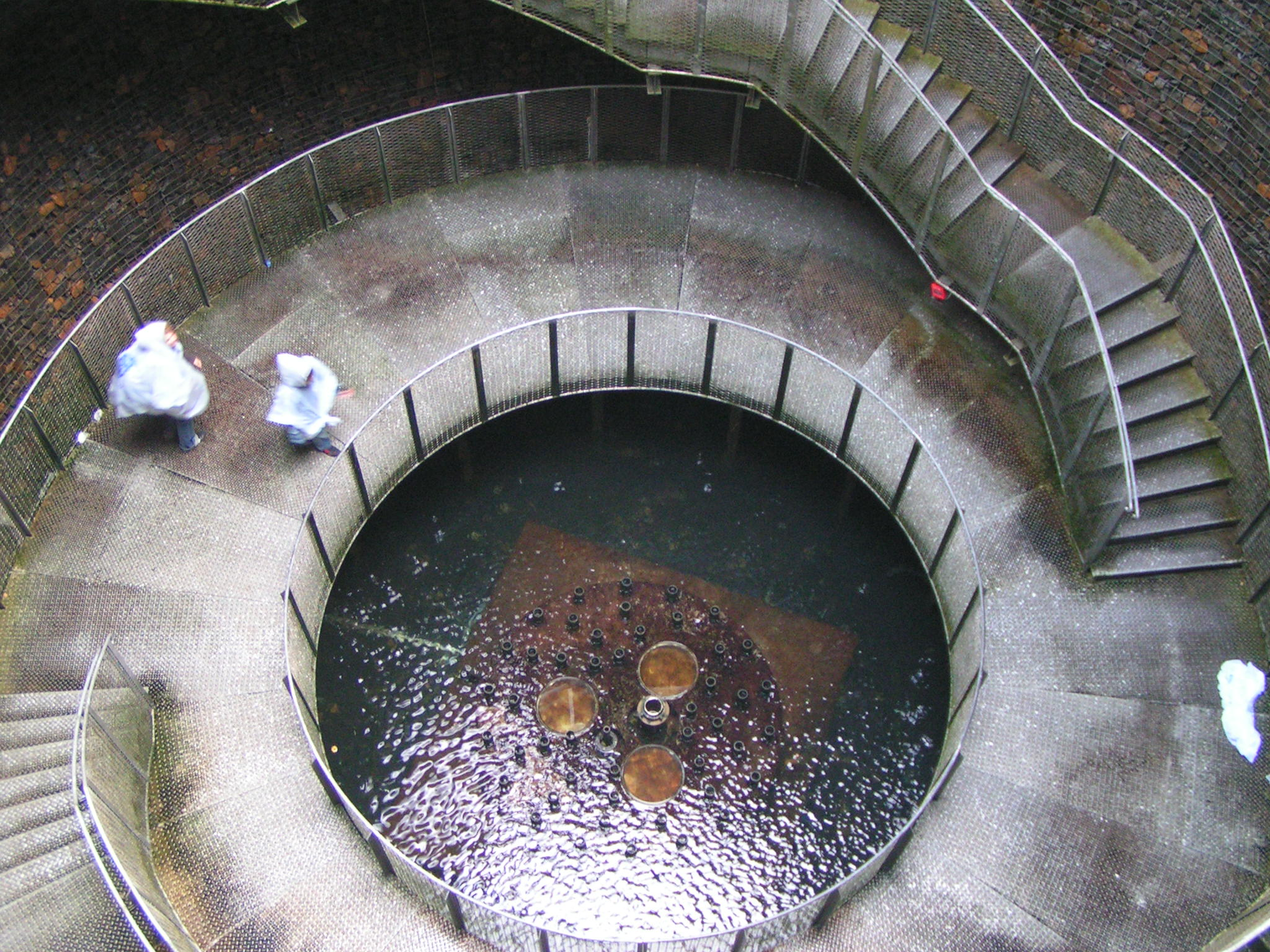
Aqua Magica: Wasserkrater

Die Aqua Magica ist ein rund 20 Hektar großer, als „Park der magischen Wasser“ bezeichneter Landschaftspark in Bad Oeynhausen und Löhne, den die französischen Landschaftsarchitekten Henri Bava und Olivier Philippe für die Landesgartenschau Bad Oeynhausen/Löhne 2000 entwarfen. Das eindrucksvollste Werk der Aqua Magica ist der „Wasserkrater“, eine begehbare, unterirdische Brunnenskulptur. Auf dem Gelände befindet sich seit 2009 ein Hochseilgarten, der an Wochenenden und in den Schulferien geöffnet ist.
Die zehn Friedhöfe im Stadtgebiet liegen in allen Stadtteilen außer dem Stadtzentrum. Die Altstadtgemeinde richtete ihren Friedhof, heute der größte in Bad Oeynhausen, ab 1910 auf dem Gebiet der Gemarkung Werste ein; ab 1935 entstand ein zweiter großer Friedhof auf dem Mooskamp im Stadtteil Rehme in der Nähe der Autobahn. Alle Friedhöfe werden vom Friedhofsverband Bad Oeynhausen verwaltet.

### Sport
Der Sport ist in über vierzig Vereinen und einem Stadtsportverband organisiert. Im regionalen Spielbetrieb spielen oberhalb der Kreisliga im Herren-Fußball der SV Eidinghausen-Werste und der FC Bad Oeynhausen, im Herren- und Damen-Handball der HCE Bad Oeynhausen, im Tischtennis die TTU Bad Oeynhausen. Die Handballer des MTV Blau-Weiß Oeynhausen spielten 1952 um die deutsche Meisterschaft.
Auf dem Turnierplatz Flutmulde findet alljährlich im Frühjahr das Deutsche Championat der Berufsreiter im Springreiten statt.

### Regelmäßige Veranstaltungen

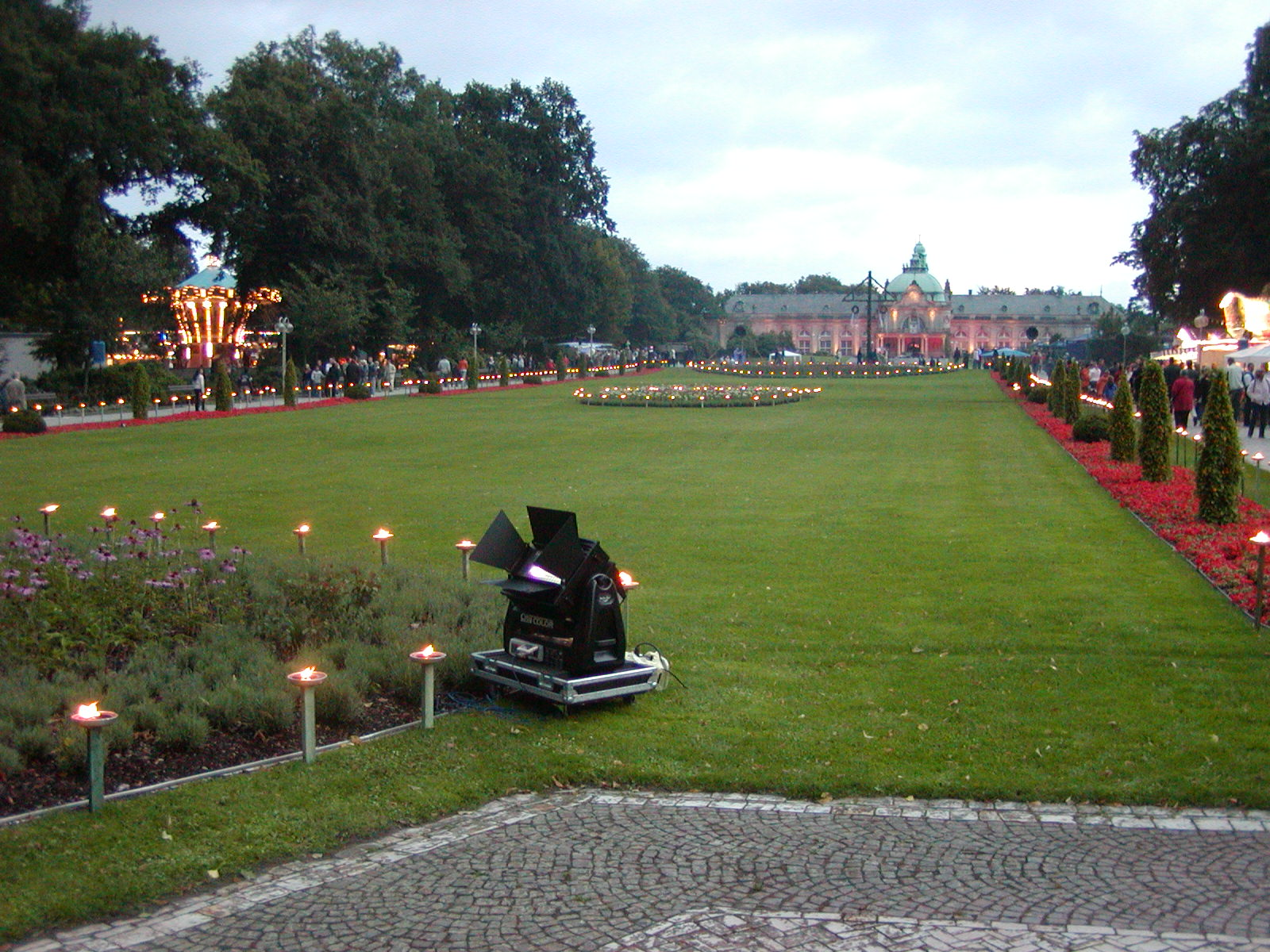
Illumination des Kurparks

Das Stadtfest „Innenstadtfete“ findet immer am letzten Wochenende vor Beginn der Sommerferien statt. Das „Fest von Bürgern für Bürger“ zieht seit über 40 Jahren regelmäßig etwa 50.000 Besucher aus der Stadt und dem Umland an.
Die „Parklichter“ finden alljährlich Anfang August im Kurpark statt. Die Veranstaltung hat ihren Ursprung als Feier der Freigabe des Kurparks durch die britische Besatzungsmacht im Jahre 1956. Sie hat sich im Laufe der Zeit gewandelt und dauert mittlerweile drei Tage mit Angeboten für alle Altersgruppen. Seit einigen Jahren werden auch namhafte Musiker für Auftritte verpflichtet. Den Höhepunkt der Veranstaltung bildet traditionell ein Feuerwerk am Samstagabend.
Alljährlich findet im Sommer auf dem Aqua-Magica-Gelände das mehrtägige Literaturfest „Poetische Quellen“ statt.

### Sonstiges
Ein kultureller Treffpunkt ist das Begegnungszentrum Druckerei im Stadtzentrum, in dem auch die Volkshochschule Bad Oeynhausen ihren Sitz hat.
Im Forum des Herz- und Diabeteszentrum wird Kunst in wechselnden Ausstellungen gezeigt.

## Wirtschaft und Infrastruktur

### Wirtschaft

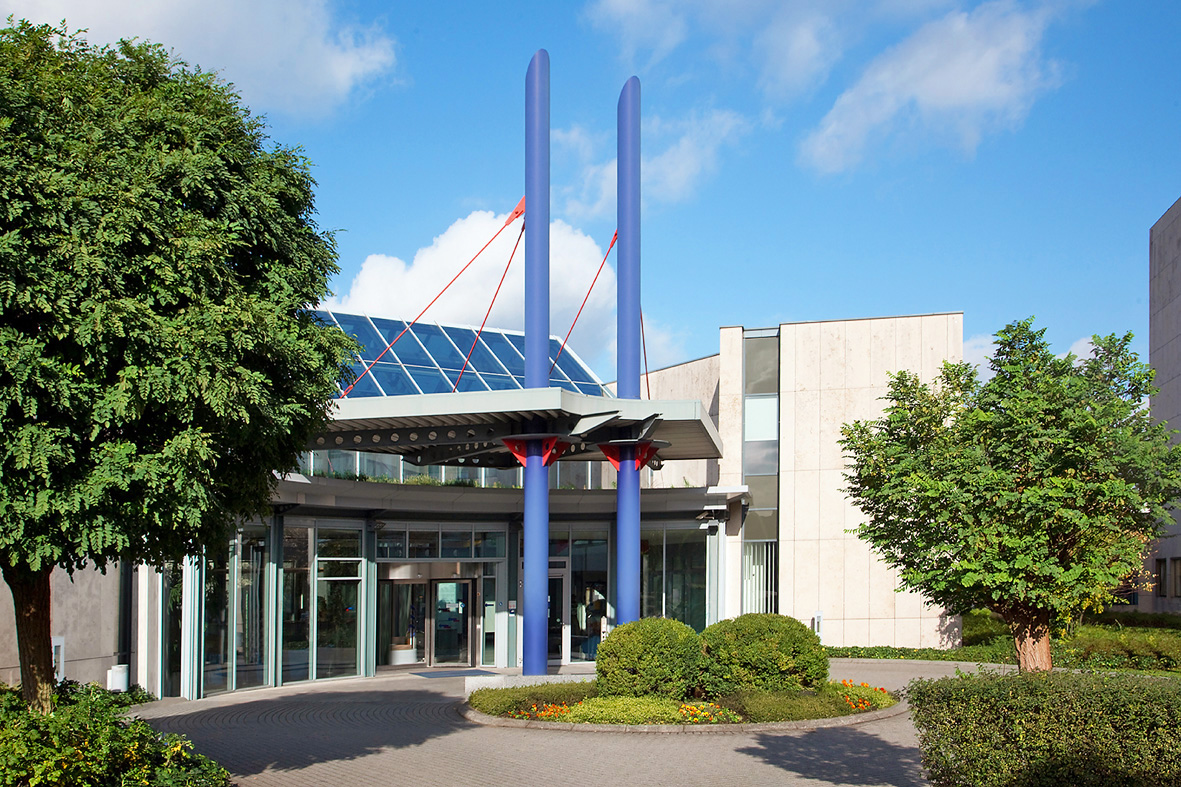
Herz- und Diabeteszentrum Nordrhein-Westfalen

Ausgehend von seiner Funktion als Kurort entwickelte Bad Oeynhausen ein Cluster-Profil als Gesundheitsstandort. Durch den dominierenden Gesundheitssektor hat die Kurstadt einen vergleichsweise hohen Anteil an Beschäftigten im Dienstleistungsbereich.
Eine überregionale Funktion hat die Forschungseinrichtung Herz- und Diabeteszentrum Nordrhein-Westfalen, die 1980 gegründet wurde und seit 1989 zum Universitätsklinikum der Ruhr-Universität Bochum gehört, mit mehr als 2.000 Beschäftigten. Das nahe gelegene Städtische Krankenhaus hat 550 Mitarbeiter. Für dieses wird eine räumliche Zusammenführung mit der Auguste-Viktoria-Klinik angestrebt, die beide zum Verbund der Mühlenkreiskliniken gehören.
Klinikbetrieb und Tourismus haben für Bad Oeynhausen eine große Bedeutung. Im Jahre 2018 wurden mit 121.597 Gästeankünften die höchste Zahl seit 1973, dem Beginn der statistischen Erfassung, erreicht. Die Zahl der Übernachtungen hatte 2014 mit 980.474 ihr Maximum und betrug 926.409 im Jahre 2018.
Neben den Kliniken und Kureinrichtungen sind auch zahlreiche Alten- und Pflegeheime im Stadtgebiet Arbeitsorte. Der größte Arbeitgeber Bad Oeynhausens ist die diakonische Stiftung Wittekindshof mit ihrem geschäftlichen Hauptsitz im Stadtteil Volmerdingsen. Der Wittekindshof bietet rund 3300 Arbeitsplätze.
Das produzierende Gewerbe besteht hauptsächlich aus mittelständischen Unternehmen, ohne dass einzelne Betriebe die Wirtschaft der Stadt dominieren. Die neun ausgewiesenen Gewerbegebiete befinden sich in allen Stadtteilen außer Volmerdingsen, wobei die Kernstadt als Kurort von produzierendem Gewerbe weitgehend freigehalten ist. Bedeutende Zweige sind die Holz- und Kunststoffverarbeitung und der Maschinenbau.
Die 1862 gegründete Stadtsparkasse fusionierte 2018 mit der der Nachbarstadt Porta Westfalica zur Sparkasse Bad Oeynhausen-Porta Westfalica mit Sitz in Bad Oeynhausen. Auch die genossenschaftlich organisierte Volksbank Herford-Mindener Land mit Sitz in Herford ist aus einer Reihe von Fusionen hervorgegangen.

#### Sozialversicherungspflichtig Beschäftigte
| Gebietseinheit           | Land- und Forstwirtschaft | Produzierendes Gewerbe | Handel, Verkehr und Gastgewerbe | Sonstige Dienstleistungen |
| ------------------------ | ------------------------- | ---------------------- | ------------------------------- | ------------------------- |
| Stadt Bad Oeynhausen     | 0,2 %                     | 22,4 %                 | 16,6 %                          | 60,8 %                    |
| Kreis Minden-Lübbecke    | 0,5 %                     | 33,8 %                 | 19,8 %                          | 46,0 %                    |
| Regierungsbezirk Detmold | 0,6 %                     | 34,8 %                 | 21,2 %                          | 43,4 %                    |
| Land Nordrhein-Westfalen | 0,5 %                     | 26,9 %                 | 22,4 %                          | 50,2 %                    |

Daten nach dem Stand vom 30. Juni 2017
Das verfügbare Einkommen lag 2017 mit 25 004 Euro pro Einwohner über dem Kreisdurchschnitt von 23 427 Euro sowie über dem Landesdurchschnitt von 22 263 Euro; damit liegt Bad Oeynhausen auf Rang 77 aller 396 Gemeinden in Nordrhein-Westfalen. Die Kaufkraft der Bad Oeynhausener Bevölkerung liegt nahe am Bundesdurchschnitt und übertrifft den Kreis Minden-Lübbecke deutlich (GfK Kaufkraftkennziffer (Bad Oeynhausen): 99,5, Bundesdurchschnitt: 100, Kreis Minden-Lübbecke: 95,7; Daten Stand 2015).

#### Ansässige Unternehmen
Die Denios AG in Dehme ist ein führendes Unternehmen mit Produkten und Dienstleistungen für den betrieblichen Umweltschutz und die Sicherheit am Arbeitsplatz. Den Namen der früheren Balda AG, eines Herstellers von Kunststoffkomponenten für medizinische Geräte und Elektronikprodukte, führt die zur Stevanato-Gruppe gehörende Balda Medical weiter, die in Wulferdingsen Produkte der Medizintechnik herstellt. Das in Bad Oeynhausen gegründete Unternehmen Buschjost ist Teil der internationalen IMI-Unternehmensgruppe und erzeugt am Standort im Stadtteil Lohe Produkte der Ventiltechnik. Bad Oeynhausen ist auch Standort von Battenfeld-Cincinnati mit Produkten der Kunststoffverarbeitung (Extrusionstechnik).

#### Handel

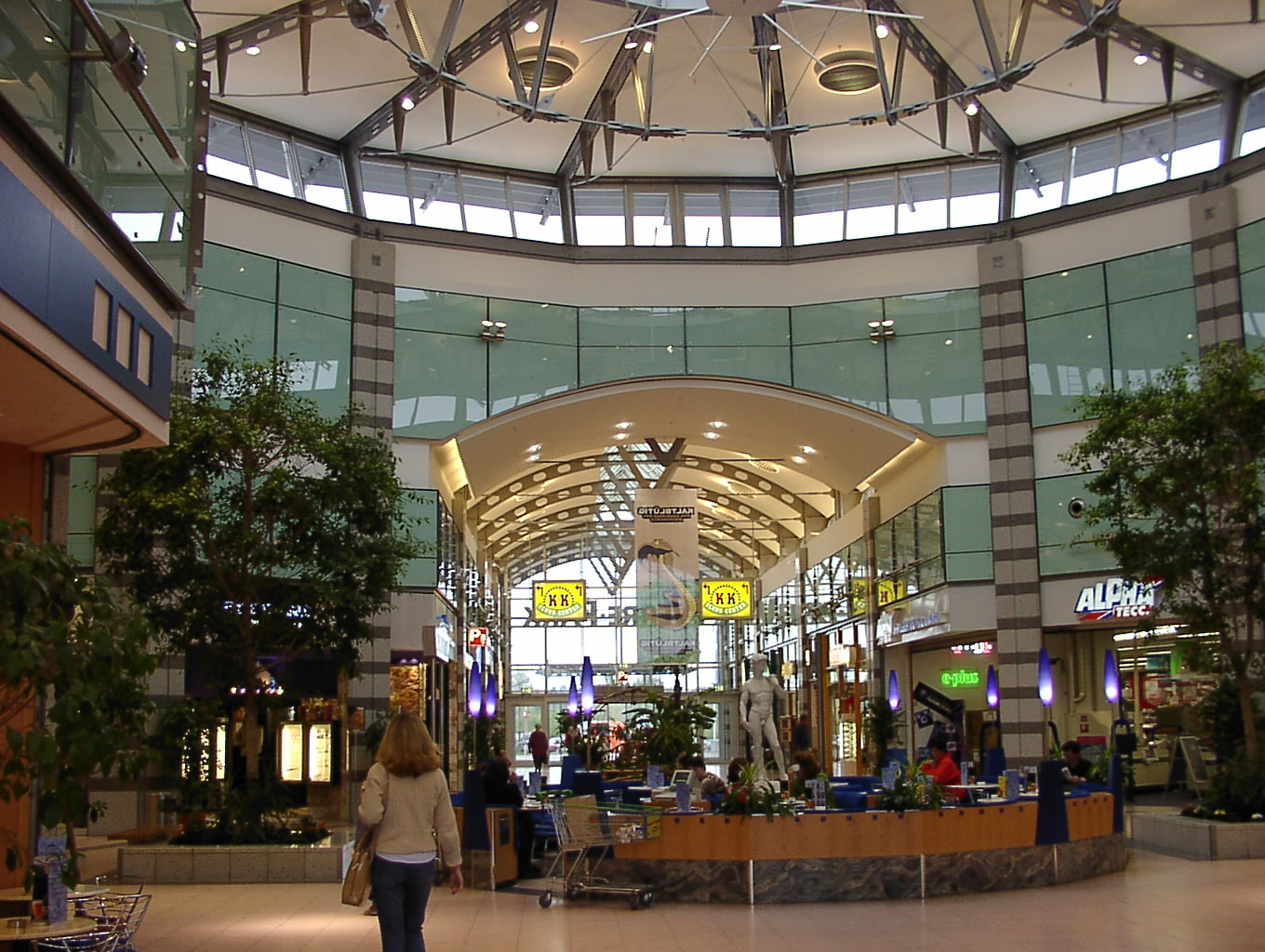
Im Einkaufszentrum Werre-Park

Der Einzelhandel konzentriert sich in der Innenstadt südlich des Nordbahnhofs und östlich an den Kurpark anschließend. Dort befindet sich ein Viertel aller Einzelhandelsbetriebe der Stadt in überwiegend kleinteiligen, meist inhabergeführten Geschäftseinheiten; Filialen großer Handelsketten sind kaum vertreten. Mit dem direkt am Nordbahnhof befindlichen City-Center aus den 1970er-Jahren und dem gegenüberliegenden, 1999 eröffneten Lenné-Karree gibt es zwei kleine innerstädtische Geschäftszentren, jedoch fehlen in diesem Bereich große Anbieter mit Magnetfunktion. Die Läden decken vorwiegend den mittelfristigen Bedarf, die Grundversorger wie z. B. Supermärkte sind vor allem in den Subzentren der Stadtteile ansässig.
Zum Schutz des innerstädtischen Handels lehnte der Rat 1979 die Ansiedlung großflächiger Handelsbetriebe ab, genehmigte jedoch später angesichts sich entwickelnder Einkaufszentren in den Nachbarstädten die Errichtung des Werre-Parks, das seit 1998 mit großzügigem Parkplatzangebot auf dem Gelände der ehemaligen Weser-Hütte an der B 61 liegt. Die Standortentscheidung entsprach der allgemeinen Tendenz der späten 1990er-Jahre, Shopping-Center in oder nahe zur Innenstadt zu platzieren. In nur 1,5 km Entfernung entstand somit eine starke Konkurrenzlage zur Innenstadt, deren Konkurrenzschwäche, die sich in Unternutzungen und Leerständen äußert, allerdings schon in den 1990er-Jahren vor Eröffnung des Werre-Parks bestand.
Neben dem Werre-Park befindet sich seit 1999 die Spielbank Bad Oeynhausen, an deren Ertrag die Stadt durch die Spielbankabgabe beteiligt ist, und ein Kinokomplex.
Weitere Subzentren des Handels liegen in dem als „Südstadt“ bezeichneten Bereich des Stadtzentrums an der Detmolder Straße und der Weserstraße sowie in den Stadtteilen Werste, Eidinghausen und Rehme. In allen übrigen Ortsteilen sind Nahversorger vertreten.

### Medien
Die Tageszeitungen Neue Westfälische und Westfalen-Blatt mit Verlagssitz in Bielefeld produzieren Lokalausgaben für Bad Oeynhausen. Als Lokalradios sind die in Bad Oeynhausen ansässigen und zusammenarbeitenden Radiosender Radio Westfalica und Radio Herford zu hören. Bad Oeynhausen liegt im Einzugsbereich des öffentlich-rechtlichen Westdeutschen Rundfunks (WDR), der im nahen Bielefeld ein Regionalstudio unterhält und von hier aus regionale Radio- und Fernsehprogramme produziert. Bad Oeynhausen ist ferner Sitz der verlegerunabhängigen Radiosender teutoRADIO und Radio Osnabrück. Radio Osnabrück wird von der teutoRADIO Osnabrück GmbH betrieben, die ihren Firmensitz in Bad Oeynhausen hat. Seit Anfang 2024 gibt es die verlegerunabhängige Online-Zeitung „Werre News“.

### Öffentliche Einrichtungen

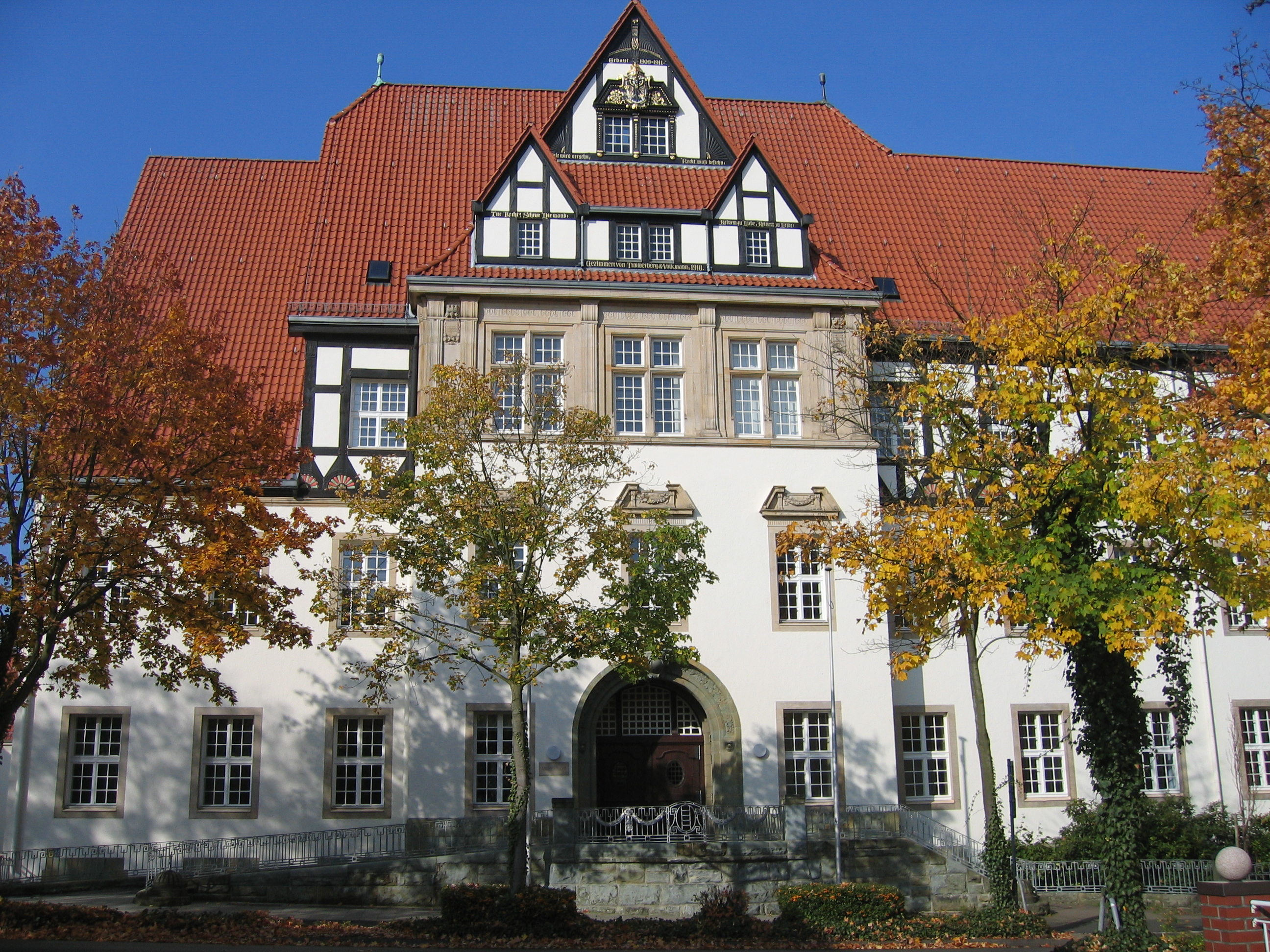
Amtsgericht Bad Oeynhausen

Das Amtsgericht Bad Oeynhausen befand sich seit 1879 an der Herforder Straße und ist seit 1911 in einem repräsentativen Gebäudekomplex an der Bismarckstraße untergebracht. Es ist für die Rechtsprechung in den Städten Bad Oeynhausen, Löhne und Vlotho zuständig und führt als zentrales Registergericht die Handels-, Genossenschafts- und Vereinsregister der Kreise Herford und Minden-Lübbecke.
Für die Ver- und Entsorgung sind seit 2007 die Stadtwerke Bad Oeynhausen als Anstalt des öffentlichen Rechts als Tochterunternehmen der Stadt zuständig. Der Aufgabenbereich umfasst die Straßen- und Grünflächenunterhaltung, die Straßenreinigung, die Parkstättenbewirtschaftung und die Abwasser- und Abfallentsorgung, wobei einzelne Aufgaben an private Unternehmen übertragen wurden. Zusammen mit der Gelsenwasser Energienetze GmbH betreiben die Stadtwerke die Erdgasversorgung. Das Stromnetz gehört im Stadtgebiet der WestfalenWeser Netz GmbH, an der die Stadtwerke Anteilseigner sind.
Die Feuerwehr Bad Oeynhausen wird von hauptamtlichen und freiwilligen Kräften gebildet, die Hauptwache befindet sich in der Königstraße im Stadtzentrum. In allen Stadtteilen gibt es Löschgruppen der Freiwilligen Feuerwehr. Den Löschgruppen sind teilweise Jugendfeuerwehren angegliedert. In den Löschgruppen Dehme, Oberbecksen und Werste bestehen darüber hinaus Musikzüge.

### Bildung
Die Stadt Bad Oeynhausen unterhält sechs Grundschulen an insgesamt neun Standorten in jedem Stadtteil. Im Schulzentrum Süd, im östlichen Stadtzentrum gelegen, befinden sich das Immanuel-Kant-Gymnasium und die Realschule Süd; im Schulzentrum Nord im Stadtteil Eidinghausen die Realschule Nord, die Gesamtschule sowie die Bernart-Schule, eine Förderschule. Die Stadt unterhält im Stadtzentrum eine Volkshochschule und eine Musikschule.
Bad Oeynhausen ist Teilstandort des Freiherr-vom-Stein-Berufskollegs (Schulzentrum Süd) in der Trägerschaft des Kreises und Standort der Schule am Weserbogen – Westf. Schule für Körperbehinderte des Landschaftsverbands Westfalen-Lippe (Schulzentrum Nord). Weitere Schulen sind das Bildungszentrum des Bundesamtes für Familie und zivilgesellschaftliche Aufgaben Bad Oeynhausen des Bundesfreiwilligendienstes in Rehme, das Evangelische Berufskolleg und das Berufsbildungswerk des Wittekindshofs in Volmerdingsen.
Die Stadtbücherei Bad Oeynhausen ist im Handels- und Bürokomplex Lenné-Karree in der Innenstadt untergebracht.

### Verkehr

#### Bahnverkehr

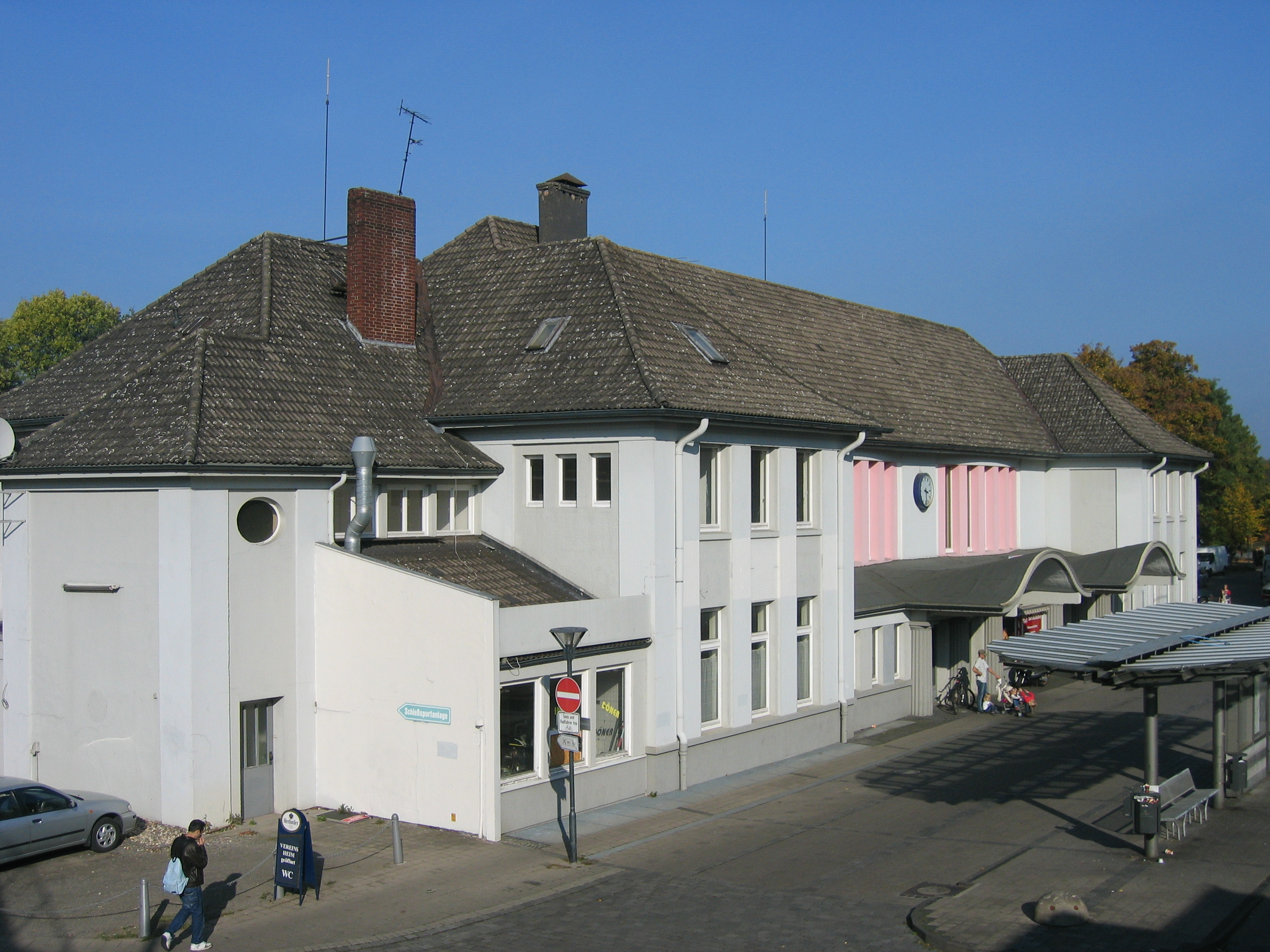
Empfangsgebäude des Nordbahnhofs von Bad Oeynhausen

Bad Oeynhausen liegt an zwei Bahnstrecken und ist die einzige Stadt im Kreis Minden-Lübbecke mit zwei Personenbahnhöfen.
Der Bahnhof Bad Oeynhausen („Nordbahnhof“) steht seit 1847 an der Bahnstrecke Hamm–Minden (Nordbahn), der früheren Cöln-Mindener Eisenbahn. Es bestehen IC-Verbindungen nach Berlin, ins Rhein-Ruhr-Gebiet und nach Amsterdam. Regional-Express-Züge fahren im Stundentakt nach Hannover–Braunschweig und Düsseldorf (Westfalen-Express), alle zwei Stunden nach Osnabrück–Rheine und nach Minden–Nienburg.
Der Bahnhof Bad Oeynhausen Süd („Südbahnhof“) wird seit 1875 von der Weserbahn (Südbahn) bedient. Der Bahnsteig ist ohne Stufen behindertengerecht erreichbar.
Die Stadt gehört zum Tarifverbund Westfalentarif. In den Regionalzügen gelten in einigen Linien auch der Niedersachsentarif und das Niedersachsen-Ticket (Tarifgrenze in Richtung Nordrhein-Westfalen ist Herford).

#### Öffentlicher Busverkehr

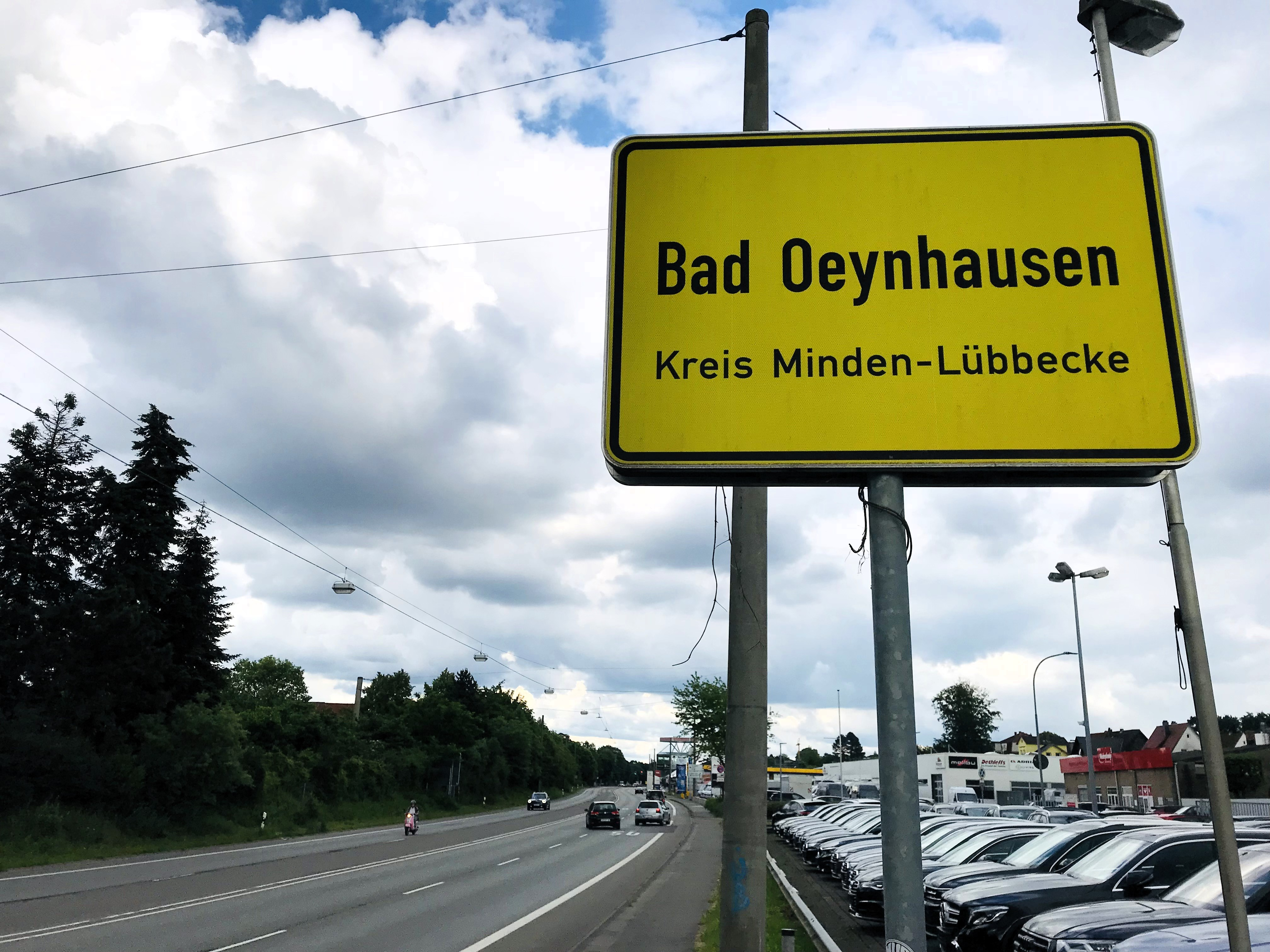
Ortseinfahrt an der Mindener Straße (Bundesstraße 61)

Das Stadtgebiet wird von Stadt- und Regionalbussen erschlossen. Teilweise kommen Kleinbusse auf Anruflinien („Taxibus“) zum Einsatz. Die Markenbezeichnung für das Stadtbus-Netz ist seit August 2019 Der Oeynhauser. Die Regionalbusse fahren u. a. nach Löhne, Minden, Hüllhorst und Hille. Vom ZOB Bad Oeynhausen fahren alle diese Buslinien.

#### Straßenverkehr
Bad Oeynhausen ist neben Porta Westfalica die einzige Stadt im Kreis Minden-Lübbecke mit Autobahnanschluss (A 2 und A 30), an die sie durch die Anschlussstellen Bad Oeynhausen–Nord, Dehme und Bad Oeynhausen–Ost angebunden ist. Ende 2018 wurden mit der durch das nördliche Stadtgebiet führenden Nordumgehung beide Autobahnen miteinander verbunden und damit eine 45 Jahre bestehende Lücke geschlossen, nachdem der zwischenzeitlich durchs Stadtgebiet geleitete Autobahnverkehr ständig zu überregional bekannten chaotischen Situationen führte. Außerdem führen die Bundesstraßen B 61 und B 514 durch das Stadtgebiet.
Der Individualverkehr im Stadtzentrum wird durch die zwei Eisenbahnstrecken, die Werre, die innerstädtischen Fußgängerzone und das verkehrsberuhigte Kurgebiet beeinflusst. Die nördlichen Stadtteile sind mit den südlichen über nur zwei Werrebrücken verbunden. Die Südbahn quert zwischen Südbahnhof und Kurpark die stark frequentierte Detmolder Straße mit einem beschrankten Bahnübergang. Die ehemals als Hauptstraße (B 61) fungierende Herforder Straße ist zwischen Innenstadt und Nordbahnhof und nördlich des Kurparks Teil der Fußgängerzone und für den Individualverkehr gänzlich gesperrt, woraus für den Verkehr aus den westlich des Kurparks gelegenen Wohngebieten zu den östlichen und südlichen große Umwege resultieren.
Eine weitere „städtebauliche und verkehrliche Problematik“ brachte die Eröffnung des Herz- und Diabeteszentrums (HDZ) im Jahre 1985 mit sich, das in räumlicher Nähe zum Städtischen Krankenhaus in das Wohngebiet des sogenannten „Dichterviertels“ hineingeplant wurde, ohne auf die begrenzte Aufnahmefähigkeit der dortigen Wohnstraßen für den Liefer-, Berufs- und Besucherverkehr und die fehlenden Parkmöglichkeiten Rücksicht zu nehmen, da auch die städtischen Parkhäuser zu weit entfernt liegen. Nachdem der Plan der Stadt, dem HDZ den Bau eines Parkplatzes auf einem nahe gelegenen Gelände in einem reinen Wohngebiet zu genehmigen, 2018 vor dem Oberverwaltungsgericht Münster scheiterte, zog sich die Stadt aus der Parkplatzbeschaffung zurück und gab die Verantwortung für die Lösung an das HDZ weiter.
Von Bad Oeynhausen aus ist nach Norden das Wiehengebirge nur über drei Passstraßen (eine Landes- und zwei Kreisstraßen) zu überqueren. Nach Osten führt außer der A 2 nur die B 61 am Südrande des Wiehengebirges aus der Stadt. Die nächsten Straßenbrücken über die Weser liegen in den Nachbarstädten Porta Westfalica-Hausberge und Vlotho. Von Süden und Westen her ist Bad Oeynhausen über zahlreiche Straßen in allen Hierarchiestufen zu erreichen.

#### Fahrradverkehr
Mehrere Fernradwege und lokale Radwege durchqueren Bad Oeynhausen: Mühlenroute, Weserradweg, Wellness-Radroute, Else-Werre-Radweg, Soleweg und andere. Die Weser kann auf dem Radweg der Autobahnbrücke (A 2) überquert werden. Der geplante Radschnellweg RS3 OWL soll ebenfalls durch Bad Oeynhausen führen.
Am Nordbahnhof gibt es eine Fahrradstation. In der Innenstadt (Fußgängerzone) ist der Fahrradverkehr stark eingeschränkt.

#### Wanderwege
Durch den nördlichen Teil von Bad Oeynhausen führen die Wanderwege Nikolausweg und Mühlensteig. Der Wanderweg VitalWanderWelt "Vielfalt" führt durch den Kurpark von Bad Oeynhausen und die Oeynhausener Schweiz. Seit 2023 ist er durch den Deutschen Wanderverband in Zusammenarbeit mit dem Teutoburger Wald Verband e.V. als Qualitätsweg zertifiziert.

#### Flugverkehr
Die nächsten internationalen Flughäfen befinden sich in Hannover, Paderborn/Lippstadt und Münster/Osnabrück. Regionale Bedeutung hat der östlich der Weser gelegene Flugplatz Porta Westfalica im Stadtteil Vennebeck; an der Flugplatzbetriebsgesellschaft mbH Porta Westfalica ist die Stadt Bad Oeynhausen beteiligt. Er dient vornehmlich dem Flugsport, hat aber auch regionalwirtschaftliche Bedeutung.

## Sonstiges

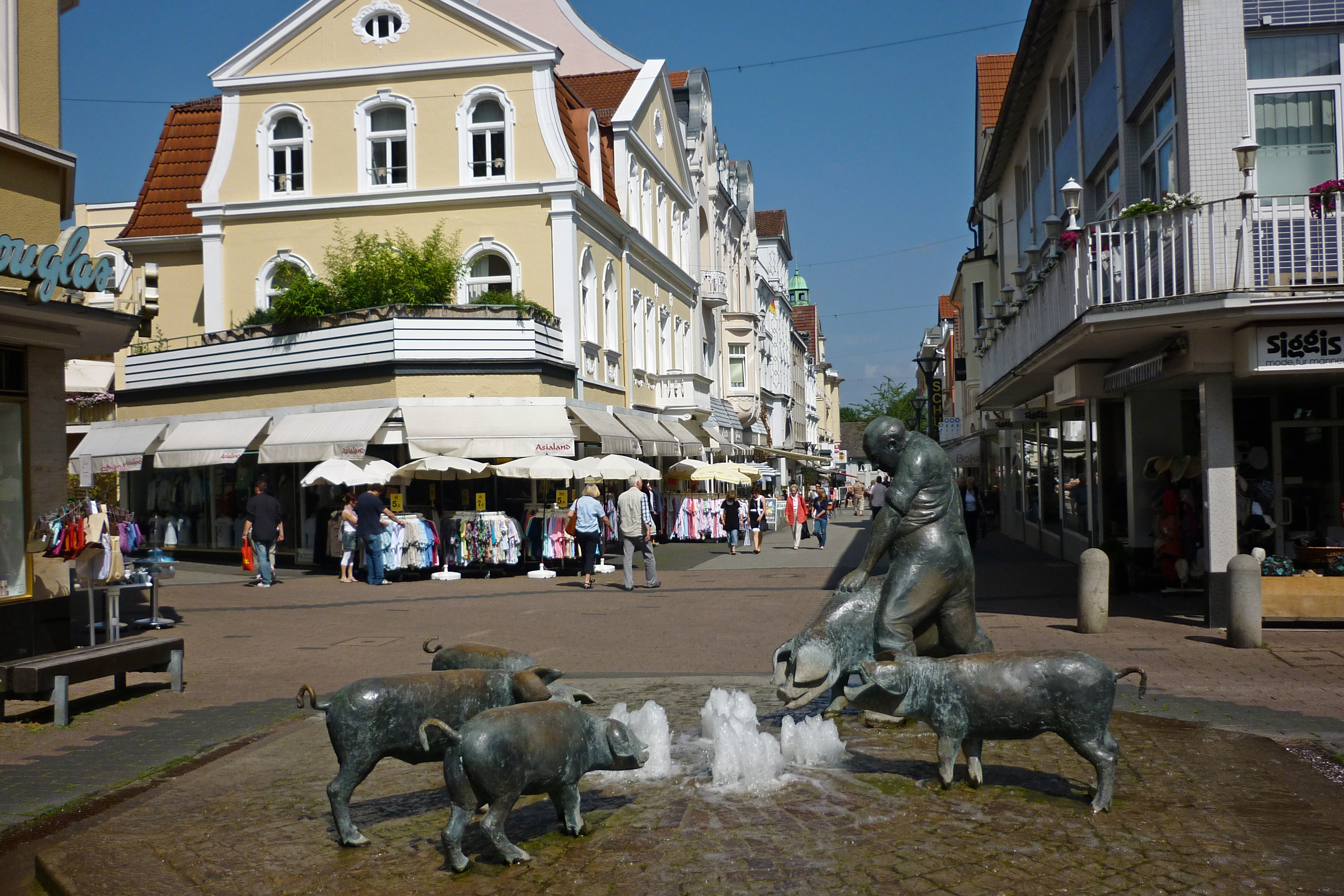
Der „Schweinebrunnen“ in der Klosterstraße erinnert an die Gründungslegende der Salzgewinnung

Ähnlich wie an zahlreichen anderen Orten ist die Entdeckung der ersten salzhaltigen Quelle von einer Anekdote umrankt, bei der Tiere eine aktive Rolle spielen. Nachdem die Schweine eines Colons Sültemeyer sich im Jahre 1745 im Morast gewälzt hätten, soll an ihnen nach Eintrocknung eine Salzkruste auf der Haut entdeckt worden sein. Obwohl diese Begebenheit in keiner schriftlichen Quelle nachgewiesen ist, hat sich daraus ein Gründungsmythos für das Bad Oeynhausen entwickelt. Ein Quellentstehungsmythos spielt auch bei der Wittekindsquelle im Ortsteil Bergkirchen eine Rolle.
Ein Kuriosum stellen die mitunter irreführenden Namen einiger wichtiger Straßen in Bad Oeynhausen dar. Die von der Unterführung unter die Nordbahn nach Süden führende Kaiserstraße trägt den Namen eines ehemaligen Anliegers. Gustav König, ein früherer Leiter der Freiwilligen Feuerwehr, wird mit der auf den ZOB zulaufenden Königstraße geehrt, an der auch heute die Hauptfeuerwache liegt, jedoch gibt es keine Straße für den badgründenden König Friedrich Wilhelm IV. Zwar erinnern die nördlich des Kurparks gelegene Wilhelmstraße, der Augustaplatz und der Wilhelmplatz an den Nachfolger König Wilhelm I., seine Ehefrau Königin Augusta und König (bzw. Kaiser) Wilhelm II., jedoch wird mit der nahen Elisabethstraße nicht Friedrich Wilhelms Ehefrau, Königin Elisabeth, sondern die Hotelbesitzerin Elisabeth Vogeler geehrt. Sie stand dem örtlichen Roten Kreuz vor. Auch mehrere andere Straßen tragen den Vornamen ehemaliger Anwohner (Heinrich-, Hermann-, Luisen- und Marienstraße sowie der Charlottenplatz).
In der Hauptgeschäftszone erinnert die Klosterstraße an den Badearzt Wilhelm Klostermeyer.

## Relevante Personen

### Ehrenbürger
- 1912 Paul Baehr (* 1855 in Thorn; † 1929 in Bad Oeynhausen), Zweiter Bürgermeister der Stadt, Stadtverordnetenvorsteher, Autor von Heimatliteratur über Bad Oeynhausen

- 2008 Reiner Körfer (* 18. Januar 1942 in Kleve), Herzchirurg und Ärztlicher Direktor des Herz- und Diabeteszentrums NRW in Bad Oeynhausen[200]

Am 5. April 1933 beantragte die NSDAP-Fraktion in der Stadtverordnetenversammlung, die 11 von 24 Sitzen innehatte, die Verleihung der Ehrenbürgerschaft an Adolf Hitler, Franz Seldte und Paul von Hindenburg. Nachdem die drei SPD-Stadtverordneten die Sitzung verlassen hatten, wurde der Antrag von der Versammlung einstimmig angenommen. Am 7. Mai 2014 wurden diese Ehrenbürgerschaften vom Rat der Stadt einstimmig für nichtig erklärt, wobei ebenfalls drei Ratsmitglieder an der Abstimmung nicht teilnahmen.

### Weitere Personen
Zu den bedeutenden Persönlichkeiten der Stadt Bad Oeynhausen zählen neben den beiden Ehrenbürgern die Theologen Karl Koch und Hans Thimme, beide Präses der Evangelischen Kirche von Westfalen, die einen Teil ihrer theologischen Arbeit in Bad Oeynhausen leisteten, der Sachbuchautor Rudolf Pörtner und die in der Kurstadt tätige Balneologin Klotilde Gollwitzer-Meier.

## Film
- Autobahn, Dokumentarfilm über die Verkehrssituation in Bad Oeynhausen und den Bau der Nordumgehung, 2019, 85 Min., Buch und Regie: Daniel Abma, Premiere: DOK Leipzig 2019 (autobahn-film.de).

### Stadtchroniken
- Paul Baehr: Chronik von Bad Oeynhausen (= Geschichte im unteren Werretal. Band 4). Bielefeld 1909 (Nachdruck 2009).
- Gerhard Lietz: Chronik der Stadt Bad Oeynhausen 1910–1972. Bad Oeynhausen 1979.
- Werner Meyer zu Selhausen: Chronik der Stadt Bad Oeynhausen 1973–1992. Bad Oeynhausen 1993.

### Sonstiges
- Der Alexander-von-Humboldt-Sprudel in Bad Oeynhausen. Geologisches Landesamt Nordrhein-Westfalen, Krefeld 1977, ISBN 3-86029-826-7.
- Baldur Köster: Bad Oeynhausen. Ein Architekturmuseum des 19. Jahrhunderts. Hirmer, München 1985, ISBN 3-7774-3930-4.
- Baldur Köster: Die Restaurierung des Badehauses I in Bad Oeynhausen. In den Jahren 1989–1992. Rasch, Bramsche 1992, ISBN 3-922469-74-4.
- Johannes Henke: Bad Oeynhausen. Die historische Stadt mit Zukunft. Wissenswertes aus der Geschichte der Stadt in Wort und Bild. Geiger-Verlag, Horb am Neckar 1996, ISBN 3-89570-252-8.
- Johannes Henke (Hrsg.): 150 Jahre Heilbad Oeynhausen. Horb am Neckar 1998, ISBN 3-89570-387-7
- Hans-Dieter Lehmann: Bad Oeynhausen. Alte Villen – neu gesehen. 2. Auflage. Verlag für Regionalgeschichte, Bielefeld 2016, ISBN 978-3-7395-1037-8
- Gerhard Lietz, Hilda Lietz: Bad Oeynhausen in alten Ansichten II. Europäische Bibliothek, Zaltbommel 1999, ISBN 90-288-5377-4.
- Manfred Ragati u. a.: Frank O. Gehry: Das Energie-Forum – Innovation in Bad Oeynhausen. Kerber Christof Verlag, Bielefeld 2000, ISBN 3-924639-64-7.
- Rico Quaschny (Hrsg.): Bad Oeynhausen zwischen Krieg und Frieden. Kriegsende und Besatzungszeit in Zeitzeugnissen und Erinnerungen (= Geschichte im unteren Werretal. Band 1). Verlag für Regionalgeschichte, Bielefeld 2005, ISBN 3-89534-621-7.
- Rico Quaschny: Stadtführer Bad Oeynhausen (= Geschichte im unteren Werretal. Band 2). Verlag für Regionalgeschichte, Gütersloh 2007, ISBN 978-3-89534-652-1.
- Rico Quaschny: Die Luisenschule. Zur Geschichte der höheren Mädchenbildung in Bad Oeynhausen (= Geschichte im unteren Werretal. Band 3). Verlag für Regionalgeschichte, Gütersloh 2008, ISBN 978-3-89534-753-5.
- Rico Quaschny: Friedrich Wilhelm IV. und Bad Oeynhausen (= Geschichte im unteren Werretal. Band 6). Verlag für Regionalgeschichte, Bielefeld 2011, ISBN 978-3-89534-896-9.
- Friedhelm Pelzer: Stadt Bad Oeynhausen (= Carola Bischoff u. a. [Hrsg.]: Städte und Gemeinden in Westfalen. Band 13). Aschendorff Verlag, Münster 2013, S. 68–114.